# Concours Eurovision de la chanson 2007
Pour les articles homonymes, voir Eurovision 2007.
 (mars 2020).
True Fantasy
- Pays participants qualifiés pour la finale
- Pays participants éliminés en demi-finale
- Pays ayant participé dans le passé

Athènes 2006 Belgrade 2008
Le Concours Eurovision de la chanson 2007 est la 52e édition du Concours. Il a lieu à Helsinki, en Finlande, à la suite de la victoire de Lordi lors de l'édition 2006, avec la chanson Hard Rock Hallelujah. C'est la première fois que le pays accueille l'Eurovision. La demi-finale a lieu le 10 mai 2007, et la finale se déroule le 12 mai 2007. Quarante-deux pays participent à cette édition dont le slogan est True Fantasy (en français Vraie fantaisie).
La Serbie remporte cette édition avec la chanson Molitva, interprétée par Marija Šerifović, avec un total de 268 points. C'est la première victoire du pays.
L'Ukraine arrive en deuxième position avec 235 points. La Russie arrive en troisième position avec 207 points. La Turquie et la Bulgarie complètent le Top 5.

## Organisation

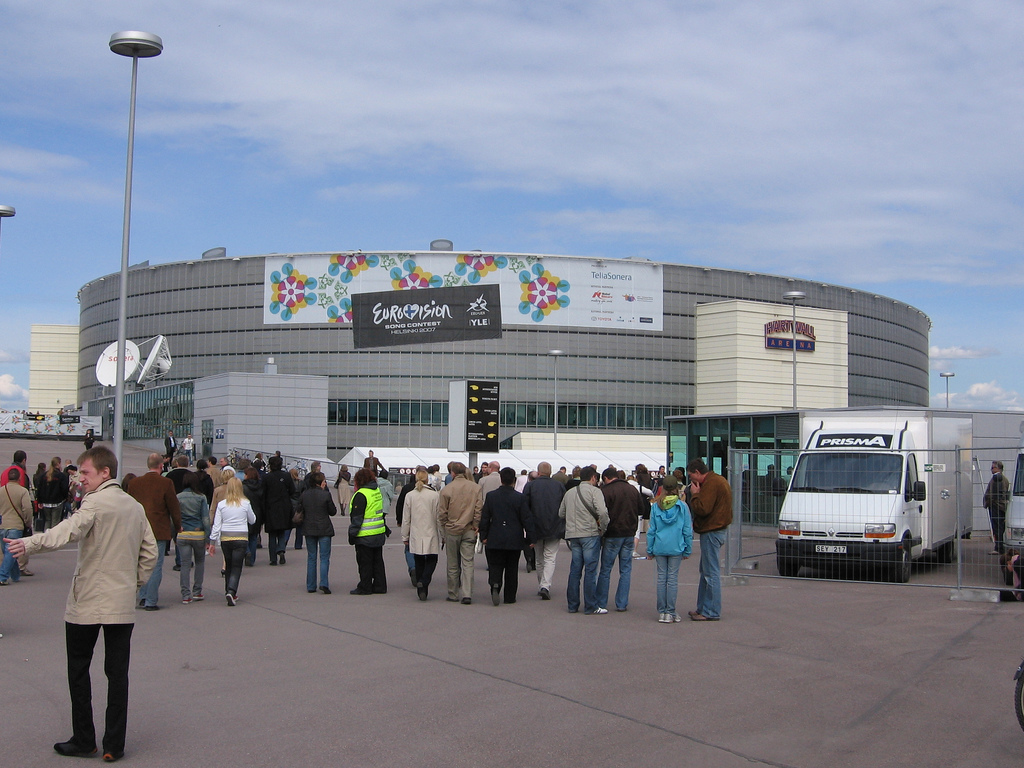
L'Hartwall Arena.

La Finlande, qui avait remporté l'édition 2006, se chargea de l’organisation de l’édition 2007. Ce moment était très attendu par la population et la télévision publique finlandaise. Le pays avait en effet dû patienter quarante-cinq ans pour décrocher la victoire et accueillir l’évènement. Le budget alloué pour l’organisation fut de treize millions d'euros.
Le concours eut lieu à l’Hartwall Arena, d’Helsinki, salle omnisports inaugurée en 1997. Pour la toute première fois, il fut produit et diffusé en haute définition.

## Tirage au sort
Le tirage au sort des ordres de passage vit l’introduction d’une nouveauté : l’attribution de cartes jokers (les wildcards), qui permettaient aux pays bénéficiaires de choisir leur place. Cinq de ces wildcards furent accordées en demi-finale : elles allèrent à Andorre, l’Autriche, la Lettonie, la Slovénie et la Turquie. Trois autres furent accordées en finale : elles allèrent à l’Allemagne, l’Arménie et l’Ukraine. Ces huit pays décidèrent tous de passer en seconde partie de programme, afin d’accroître leurs chances de remporter la victoire.

## Pays participants
L’UER décida d’élargir le nombre maximum de pays participants, le faisant passer de quarante à quarante-deux.
Quarante-deux pays participèrent donc au cinquante-deuxième concours, surpassant le record de 2005. Monaco se retira ; l’Autriche et la Hongrie firent leur retour ; la Géorgie et la Tchéquie firent leurs débuts. La Serbie et le Monténégro, ayant dissout leur union l’année précédente, firent leurs débuts séparément.

## Format et thème

Logo de base de l'édition 2007.

Le superviseur délégué sur place par l'UER fut Svante Stockselius.
Le slogan retenu fut « True Fantasy » (« Vraie fantaisie »). L’identité visuelle de l’édition fut confiée à l'agence artistique finlandaise Dog Design. Elle créa pour les animations un canevas de motifs kaléidoscopiques multicolores.
Le design de la scène s'inspirait du kantele, un instrument traditionnel finlandais. L’élément central était un podium circulaire. Son sol était formé d'un écran LED, surmonté d'un élément blanc étagé et entouré d’une piste blanche, elle-même bordée d’une rambarde blanche. Le décor consistait en trois écrans LED géants : un vertical, entouré de deux horizontaux en forme d’ailes. Enfin, une longue avancée rectangulaire, composée d’écrans LED et se terminant par trois marches, partait du podium et se terminait dans le public.

## Présentateurs

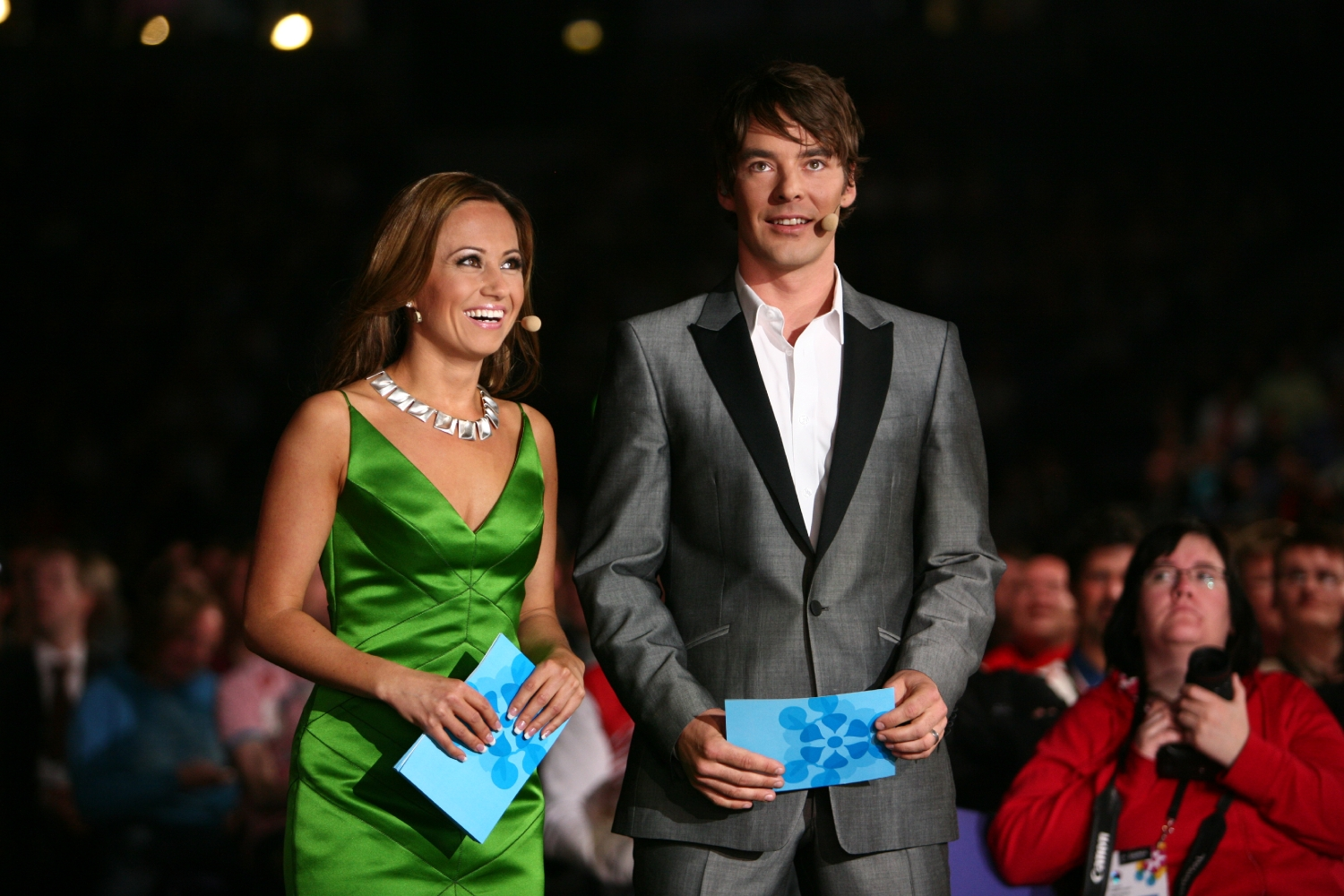
Jaana Pelkonen et Mikko Leppilampi.

Les présentateurs des deux soirées furent Jaana Pelkonen et Mikko Leppilampi. Ils s’exprimèrent en anglais et en français, ajoutant quelques mots en finnois.
Pour la finale, ils furent secondés par Krisse Salminen, qui prit la parole depuis le Square du Sénat et parla avec les artistes depuis la green room.

## Cartes postales
Les cartes postales étaient de courtes vidéos, qui racontaient une histoire humoristique et mettaient en scène les contrastes de la vie quotidienne en Finlande.

## Demi-finale
La demi-finale eut lieu le jeudi 10 mai 2007 et dura près de deux heures et quarante minutes.
Vingt-huit pays concoururent pour une des dix places en finale. La demi-finale de l’édition 2007 détient toujours le record du plus grand nombre de chansons présentées consécutivement au concours.
La représentante maltaise, Olivia Lewis, avait participé chaque année depuis dix ans à la finale nationale de son pays. Ce ne fut qu’à la onzième reprise qu’elle la remporta et put représenter son pays au concours. Elle ne se qualifia cependant pas pour la finale du samedi.
Le représentant suisse était DJ Bobo, qui avait déjà vendu des millions d'albums de par le monde.

### Ouverture
La demi-finale débuta sur un ballet chorégraphié par Johanna Juhola. Il consista en des airs de tango, sur lesquels dansèrent plusieurs couples, accompagnés par des clowns et des pierrots. À la fin du ballet, les présentateurs apparurent dans le public. Ils montèrent sur scène et firent les introductions d’usage.

### Entracte
Le spectacle d'entracte débuta par une vidéo qui résumait une semaine de festivités à l’Euroclub, club destiné aux artistes et délégations étrangères. S’ensuivit un ballet par le groupe Tsuumi, qui mettait en scène plusieurs épisodes de la mythologie finlandaise. Mikko Leppilampi apparut ensuite dans la green room et échangea quelques mots avec Edsilia Rombley, puis Sabrina. L’entracte se conclut par la présentation des quatorze pays déjà qualifiés pour la finale.
Ce fut la première fois que le récapitulatif des chansons fut montré à deux reprises.

### Vote
Les téléspectateurs votèrent par téléphone et par SMS pour leurs chansons préférées. Les votes ainsi exprimés furent agrégés en 1, 2, 3, 4, 5, 6, 7, 8, 10 et 12 points. Les résultats du vote ne furent révélés qu’après la finale du samedi, pour maintenir le suspense intact.
Le vote fut lancé par les présentateurs, au moyen de la phrase rituelle : « Europe, start voting now ! ». Le temps imparti pour le télévote fut conclu par un décompte des dix dernières secondes et la phrase « Stop voting ! ».
Les résultats furent révélés en direct par les présentateurs. Ils ouvrirent au hasard dix enveloppes bleues, renfermant les noms des dix pays qualifiés.

### Résultats
Durant l’annonce des résultats, la caméra fit systématiquement un plan sur les artistes qualifiés. Apparurent ainsi à l'écran et dans l'ordre : Dmitri Koldoun, Karolina Gočeva, Alenka Gotar, Magdi Rúzsa, Sopho Khalvachi, Bonaparti.lv, Marija Šerifović, Elitsa Todorova et Stoyan Yankulov, Kenan Doğulu et Natalia Barbu.
Dix pays se qualifièrent donc pour la finale : la Biélorussie, la Bulgarie, la Géorgie, la Hongrie, la Lettonie, la Macédoine, la Moldavie, la Serbie, la Slovénie et la Turquie. La demi-finale se conclut par la montée sur scène et l’acclamation des dix nouveaux finalistes. Les dix-huit pays non qualifiés conservèrent leur droit de vote pour la finale.
La Tchéquie devint le septième pays de l’histoire du concours à terminer dernier lors de ses débuts, après l'Autriche, en 1957 ; Monaco, en 1959 ; le Portugal, en 1964 ; Malte, en 1971 ; la Turquie, en 1975 et la Lituanie, en 1994.
| Ordre | Pays        | Artiste(s)                        | Chanson                      | Langue(s)                              | Place | Points |
| ----- | ----------- | --------------------------------- | ---------------------------- | -------------------------------------- | ----- | ------ |
| 01    | Bulgarie    | Elitsa Todorova & Stoyan Yankulov | Water (Voda) (Вода)          | Bulgare                                | 6     | 146    |
| 02    | Israël      | Teapacks                          | Push the Button              | Anglais, hébreu, français              | 24    | 17     |
| 03    | Chypre      | Evrydíki                          | Comme ci, comme ça           | Français                               | 15    | 65     |
| 04    | Biélorussie | Dmitri Koldoun                    | Work Your Magic              | Anglais                                | 4     | 176    |
| 05    | Islande     | Eiríkur Hauksson                  | Valentine Lost               | Anglais                                | 13    | 77     |
| 06    | Géorgie     | Sopho Khalvachi                   | Visionary Dream              | Anglais                                | 8     | 123    |
| 07    | Monténégro  | Stevan Faddy                      | Ajde, kroči                  | Monténégrin                            | 22    | 33     |
| 08    | Suisse      | DJ Bobo                           | Vampires Are Alive           | Anglais                                | 20    | 40     |
| 09    | Moldavie    | Natalia Barbu                     | Fight                        | Anglais                                | 10    | 91     |
| 10    | Pays-Bas    | Edsilia Rombley                   | On Top of the World          | Anglais                                | 21    | 38     |
| 11    | Albanie     | Frederik Ndoci & Aida             | Hear My Plea                 | Anglais                                | 17    | 49     |
| 12    | Danemark    | DQ                                | Drama Queen                  | Anglais                                | 19    | 45     |
| 13    | Croatie     | Dragonfly feat. Dado Topić        | Vjerujem u ljubav            | Croate, anglais                        | 16    | 54     |
| 14    | Pologne     | The Jet Set                       | Time To Party                | Anglais                                | 14    | 75     |
| 15    | Serbie      | Marija Šerifović                  | Molitva                      | Serbe                                  | 1     | 298    |
| 16    | Tchéquie    | Kabát                             | Malá dáma                    | Tchèque                                | 28    | 1      |
| 17    | Portugal    | Sabrina                           | Dança comigo (Vem ser feliz) | Portugais, français, anglais, espagnol | 11    | 88     |
| 18    | Macédoine   | Karolina                          | Mojot svet (Мојот свет)      | Macédonien, anglais                    | 9     | 97     |
| 19    | Norvège     | Guri Schanke                      | Ven a bailar conmigo         | Anglais, espagnol                      | 18    | 48     |
| 20    | Malte       | Olivia Lewis                      | Vertigo                      | Anglais                                | 25    | 15     |
| 21    | Andorre     | Anonymous                         | Salvem al món                | Catalan, anglais                       | 12    | 80     |
| 22    | Hongrie     | Magdi Rúzsa                       | Unsubstantial Blues          | Anglais                                | 2     | 224    |
| 23    | Estonie     | Gerli Padar                       | Partners in Crime            | Anglais                                | 22    | 33     |
| 24    | Belgique    | KMG's                             | Love Power                   | Anglais                                | 26    | 14     |
| 25    | Slovénie    | Alenka Gotar                      | Cvet z juga                  | Slovène                                | 7     | 140    |
| 26    | Turquie     | Kenan Doğulu                      | Shake It Up, Şekerim         | Anglais, turc                          | 3     | 197    |
| 27    | Autriche    | Eric Papilaya                     | Get a Life - Get Alive       | Anglais                                | 27    | 4      |
| 28    | Lettonie    | Bonaparti.lv                      | Questa notte                 | Italien                                | 5     | 168    |

## Finale

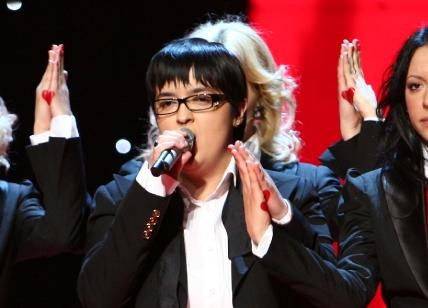
Marija Šerifović, la représentante serbe, chantant Molitva.

La finale eut lieu le samedi 12 mai 2007 et dura près de trois heures et douze minutes.
Vingt-quatre pays concoururent pour la victoire : les « Big Four », les dix pays ayant obtenu le meilleur résultat l'année précédente et les dix pays qualifiés de la demi-finale.
Pour la première fois de l’histoire du concours, une dérogation fut accordée à un pays, afin qu’il puisse présenter sa chanson après la date butoir (fixée cette année au 12 mars). Il s’agissait du Royaume-Uni, qui avait organisé sa finale nationale le 17 mars.
Le représentant ukrainien était l'acteur travesti Verka Serduchka. L'artiste se fit particulièrement remarquer durant la semaine des répétitions par ses costumes extravagants et ses déclarations politiquement incorrectes. Donné favori pour la victoire, il termina finalement à la deuxième place.

### Ouverture
La finale s’ouvrit sur une vidéo, présentant les paysages du cercle polaire arctique. La caméra fit plusieurs plans sur une silhouette fuyant à travers la neige. La banquise se souleva soudain et les flammes envahirent l’écran. Lordi apparut et interpréta Hard Rock Hallelujah, la chanson gagnante de l’année précédente. La caméra dévoila finalement le groupe sur le podium. À la fin du numéro, les présentateurs montèrent sur scène pour les introductions d’usage.

### Pauses commerciales
Durant la première pause commerciale, Krisse Salminen apparut en direct du Square du Sénat. Elle fit chanter le Te Deum de Marc-Antoine Charpentier à la foule rassemblée.
Durant la seconde pause, Krisse Salminen apparut dans la green room et échangea quelques mots avec Scooch, Verka Serduchka, Marija Šerifović et Serebro.

### Entracte
Le spectacle d'entracte débuta par une vidéo, qui résumait les préparatifs du concours en mettant l’accent sur les fans et leur vécu. S’ensuivit un ballet interprété par des danseurs classiques et des acrobates. La bande-son était un medley symphonique de chansons du groupe de heavy metal Apocalyptica. Enfin, Krisse Salminen réapparut dans la green room et échangea quelques mots avec Marija Šerifović, les danseuses de Sarbel et The Ark.

### Vote
Les téléspectateurs votèrent par téléphone et par SMS pour leurs chansons préférées. Les votes ainsi exprimés furent agrégés en 1, 2, 3, 4, 5, 6, 7, 8, 10 et 12 points. Au total, neuf millions de votes furent enregistrés.
Comme l’année précédente, l’ordre de passage des pays durant la procédure de vote fut déterminé par tirage au sort. Les points de un à sept s’affichèrent automatiquement sur le tableau de vote. Les porte-paroles, contactés par satellite, énoncèrent les trois résultats principaux : « huit », « dix » et « douze points ».
Le vote fut lancé par le Père Noël au moyen d'une cloche et de la phrase rituelle : « Europe, start voting now ! ». Le temps imparti pour le télévote fut conclu par un décompte des dix dernières secondes et la phrase « Stop voting ! ».
Durant le premier récapitulatif, les artistes apparurent à écran pour saluer les téléspectateurs.
Durant le vote, la caméra fit systématiquement un plan sur les participants qui recevaient "douze points". Apparurent ainsi à l'écran Marija Šerifović, Serebro, Verka Serduchka, Kenan Doğulu, The Ark, Elitsa Todorova et Stoyan Yankulov, Todomondo, Magdi Rúzsa, Hayko, D'NASH, Natalia Barbu, Sarbel, Dmitri Koldoun, Sopho Khalvachi, 4Fun, Scooch et Hanna Pakarinen.
Dès le début de la procédure, la Russie, la Serbie et l’Ukraine se détachèrent. Il fallut cependant attendre le onzième vote, le vote finlandais, pour que la Serbie s’empare définitivement de la tête.

### Résultats
Ce fut la première victoire de la Serbie au concours. Ce fut la première fois depuis 1998 qu’une chanson gagnante était interprétée entièrement dans une des langues nationales de son pays.
Marija Šerifović reçut le trophée de la victoire des mains du Père Noël. Pour la toute première fois de l’histoire du concours, le vainqueur se vit offrir une récompense particulière : une tournée promotionnelle européenne.
Enfin, ce fut la première fois que l’Irlande termina à la dernière place.
| Ordre | Pays               | Artiste(s)                        | Chanson                         | Langue(s)                                            | Place | Points |
| ----- | ------------------ | --------------------------------- | ------------------------------- | ---------------------------------------------------- | ----- | ------ |
| 01    | Bosnie-Herzégovine | Marija Šestić                     | Rijeka bez imena                | Serbe                                                | 11    | 106    |
| 02    | Espagne            | D'NASH                            | I Love You Mi Vida              | Espagnol, anglais                                    | 20    | 43     |
| 03    | Biélorussie        | Dmitri Koldoun                    | Work Your Magic                 | Anglais                                              | 6     | 145    |
| 04    | Irlande            | Dervish                           | They Can't Stop The Spring      | Anglais                                              | 24    | 5      |
| 05    | Finlande H T       | Hanna Pakarinen                   | Leave Me Alone                  | Anglais                                              | 17    | 53     |
| 06    | Macédoine          | Karolina                          | Mojot svet (Мојот свет)         | Macédonien, anglais                                  | 14    | 73     |
| 07    | Slovénie           | Alenka Gotar                      | Cvet z juga                     | Slovène                                              | 15    | 66     |
| 08    | Hongrie            | Magdi Rúzsa                       | Unsubstantial blues             | Anglais                                              | 9     | 128    |
| 09    | Lituanie           | 4Fun                              | Love or Leave                   | Anglais                                              | 21    | 28     |
| 10    | Grèce              | Sarbel                            | Ya sou, María (Γεια σου, Μαρία) | Anglais                                              | 7     | 139    |
| 11    | Géorgie            | Sopho Khalvachi                   | Visionary Dream                 | Anglais                                              | 12    | 97     |
| 12    | Suède              | The Ark                           | The Worrying Kind               | Anglais                                              | 18    | 51     |
| 13    | France             | Les Fatals Picards                | L'Amour à la française          | Français, anglais                                    | 22    | 19     |
| 14    | Lettonie           | Bonaparti.lv                      | Questa notte                    | Italien                                              | 16    | 54     |
| 15    | Russie             | Serebro                           | Song N°1                        | Anglais                                              | 3     | 207    |
| 16    | Allemagne          | Roger Cicero                      | Frauen regier’n die Welt        | Allemand                                             | 19    | 49     |
| 17    | Serbie             | Marija Šerifović                  | Molitva                         | Serbe                                                | 1     | 268    |
| 18    | Ukraine            | Verka Serduchka                   | Dancing Lasha Tumbai            | Ukrainien, russe, allemand, anglais                  | 2     | 235    |
| 19    | Royaume-Uni        | Scooch                            | Flying the Flag (For You)       | Anglais                                              | 22    | 19     |
| 20    | Roumanie           | Todomondo                         | Liubi, Liubi, I Love You        | Anglais, italien, espagnol, russe, français, roumain | 13    | 84     |
| 21    | Bulgarie           | Elitsa Todorova & Stoyan Yankulov | Water (Voda) (Вода)             | Bulgare                                              | 5     | 157    |
| 22    | Turquie            | Kenan Doğulu                      | Shake It Up Şekerim             | Anglais                                              | 4     | 163    |
| 23    | Arménie            | Hayko                             | Anytime You Need                | Anglais, arménien                                    | 8     | 138    |
| 24    | Moldavie           | Natalia Barbu                     | Fight                           | Anglais                                              | 10    | 109    |

## Controverses
Les résultats de la demi-finale et de la finale furent vivement critiqués par certains médias des pays d’Europe de l’Ouest. Ils dénoncèrent tout d’abord la qualification, à l’issue de la demi-finale, de dix pays d’Europe de l’Est et l’élimination de tous les pays d’Europe de l’Ouest. Ensuite, ils remirent en cause le système de vote employé, les votes géographiques et partisans, ainsi que l’injustice des résultats de la finale. La polémique enfla au point d’être évoquée au Parlement britannique. D’autres médias d’Europe de l’Ouest dénoncèrent ce procès d’intention et estimèrent ces réactions insensées et chauvines. Selon eux, la victoire de la Serbie était amplement méritée et les dix pays qualifiés avaient simplement présenté de meilleures chansons. De son côté, l’UER réfuta toute partialité dans le vote, qui ne reflétait que la qualité des chansons. L’Union fit ensuite publier une étude statistique : les résultats de la finale auraient été sensiblement identiques si seuls les pays d’Europe de l’Ouest avaient voté. Et le vainqueur aurait été le même.
Après le concours, la chanson gagnante fut accusée d’être le plagiat d'une chanson albanaise antérieure. L’information fut notamment relayée par le tabloïd britannique The Sun. La plainte fut cependant classée sans suite.

## Anciens participants
| Artiste          | Pays      | Année(s) précédente(s)                                                         |
| ---------------- | --------- | ------------------------------------------------------------------------------ |
| Evrydíki         | Chypre    | 1992, 1994                                                                     |
| Karolina Gočeva  | Macédoine | 2002                                                                           |
| Eiríkur Hauksson | Islande   | 1986 (comme membre de ICY), 1991 (pour la Norvège, comme membre de Just 4 Fun) |
| Edsilia Rombley  | Pays-Bas  | 1998                                                                           |

## Tableaux des votes

### Demi-finale
| Méthode de vote : - 100 % télévote - 100 % jury   | Méthode de vote : - 100 % télévote - 100 % jury | Points attribués       | Points attribués | Points attribués  | Points attribués | Points attribués     | Points attribués      | Points attribués      | Points attribués     | Points attribués       | Points attribués     | Points attribués     | Points attribués    | Points attribués      | Points attribués      | Points attribués     | Points attribués       | Points attribués    | Points attribués                | Points attribués      | Points attribués | Points attribués  | Points attribués      | Points attribués     | Points attribués       | Points attribués       | Points attribués      | Points attribués      | Points attribués       | Points attribués     | Points attribués     | Points attribués    | Points attribués     | Points attribués       | Points attribués                 | Points attribués       | Points attribués       | Points attribués       | Points attribués     | Points attribués    | Points attribués     | Points attribués     | Points attribués       | Points attribués |
| ------------------------------------------------- | ----------------------------------------------- | ---------------------- | ---------------- | ----------------- | ---------------- | -------------------- | --------------------- | --------------------- | -------------------- | ---------------------- | -------------------- | -------------------- | ------------------- | --------------------- | --------------------- | -------------------- | ---------------------- | ------------------- | ------------------------------- | --------------------- | ---------------- | ----------------- | --------------------- | -------------------- | ---------------------- | ---------------------- | --------------------- | --------------------- | ---------------------- | -------------------- | -------------------- | ------------------- | -------------------- | ---------------------- | -------------------------------- | ---------------------- | ---------------------- | ---------------------- | -------------------- | ------------------- | -------------------- | -------------------- | ---------------------- | ---------------- |
| Méthode de vote : - 100 % télévote - 100 % jury   | Méthode de vote : - 100 % télévote - 100 % jury | Drapeau de la Bulgarie | Drapeau d’Israël | Drapeau de Chypre |                  | Drapeau de l'Islande | Drapeau de la Géorgie | Drapeau du Monténégro | Drapeau de la Suisse | Drapeau de la Moldavie | Drapeau des Pays-Bas | Drapeau de l'Albanie | Drapeau du Danemark | Drapeau de la Croatie | Drapeau de la Pologne | Drapeau de la Serbie | Drapeau de la Tchéquie | Drapeau du Portugal | Drapeau de la Macédoine du Nord | Drapeau de la Norvège | Drapeau de Malte | Drapeau d'Andorre | Drapeau de la Hongrie | Drapeau de l'Estonie | Drapeau de la Belgique | Drapeau de la Slovénie | Drapeau de la Turquie | Drapeau de l'Autriche | Drapeau de la Lettonie | Drapeau de l'Arménie | Drapeau de la France | Drapeau de la Grèce | Drapeau de l'Espagne | Drapeau de la Finlande | Drapeau de la Bosnie-Herzégovine | Drapeau de la Roumanie | Drapeau de l'Allemagne | Drapeau de la Lituanie | Drapeau de l'Irlande | Drapeau de la Suède | Drapeau de l'Ukraine | Drapeau de la Russie | Drapeau du Royaume-Uni | Total            |
| Pays                                              |                                                 |                        |                  |                   |                  |                      |                       |                       |                      |                        |                      |                      |                     |                       |                       |                      |                        |                     |                                 |                       |                  |                   |                       |                      |                        |                        |                       |                       |                        |                      |                      |                     |                      |                        |                                  |                        |                        |                        |                      |                     |                      |                      |                        |                  |
| Bulgarie                                          |                                                 | 6                      | 12               | –                 | –                | 3                    | 5                     | –                     | 5                    | –                      | 1                    | –                    | 6                   | –                     | 5                     | 10                   | 5                      | 7                   | –                               | 3                     | –                | 8                 | –                     | 2                    | 3                      | 12                     | 6                     | –                     | 1                      | 8                    | 10                   | 10                  | 2                    | 3                      | 1                                | 4                      | –                      | –                      | –                    | 2                   | –                    | 6                    | 146                    |                  |
| Israël                                            | –                                               |                        | –                | –                 | 1                | –                    | –                     | –                     | –                    | –                      | –                    | –                    | –                   | –                     | –                     | 2                    | –                      | –                   | –                               | –                     | –                | –                 | 3                     | –                    | –                      | –                      | –                     | –                     | –                      | 6                    | –                    | –                   | –                    | –                      | –                                | –                      | 4                      | –                      | –                    | –                   | 1                    |                      | 17                     |                  |
| Chypre                                            | 7                                               | 4                      |                  | –                 | –                | –                    | –                     | –                     | –                    | –                      | 8                    | –                    | –                   | –                     | –                     | –                    | –                      | –                   | –                               | –                     | –                | –                 | –                     | 5                    | –                      | –                      | –                     | –                     | 4                      | 5                    | 12                   | –                   | –                    | –                      | 7                                | 3                      | –                      | –                      | –                    | –                   | –                    | 10                   | 65                     |                  |
| Biélorussie                                       | 6                                               | 12                     | 10               |                   | 4                | 4                    | 4                     | –                     | 12                   | –                      | 4                    | 1                    | –                   | 4                     | 4                     | 5                    | 1                      | 4                   | 3                               | 7                     | –                | 2                 | 7                     | –                    | –                      | 5                      | –                     | 10                    | 12                     | –                    | 7                    | –                   | –                    | 2                      | 3                                | –                      | 10                     | 6                      | 3                    | 12                  | 12                   | –                    | 176                    |                  |
| Islande                                           | –                                               | –                      | –                | 3                 |                  | 1                    | –                     | –                     | –                    | –                      | –                    | 10                   | –                   | –                     | –                     | –                    | –                      | –                   | 12                              | –                     | –                | 10                | 6                     | –                    | –                      | –                      | –                     | 6                     | –                      | –                    | –                    | –                   | 12                   | –                      | –                                | –                      | 5                      | –                      | 12                   | –                   | –                    | –                    | 77                     |                  |
| Géorgie                                           | 3                                               | 8                      | 7                | 8                 | –                |                      | –                     | –                     | 8                    | 5                      | –                    | –                    | –                   | 3                     | –                     | –                    | –                      | –                   | –                               | –                     | –                | –                 | 10                    | 1                    | –                      | 10                     | –                     | 7                     | 8                      | 4                    | 6                    | 3                   | 4                    | –                      | –                                | –                      | 8                      | –                      | –                    | 10                  | 10                   | –                    | 123                    |                  |
| Monténégro                                        | –                                               | –                      | –                | –                 | –                | –                    |                       | –                     | –                    | –                      | 7                    | –                    | 5                   | –                     | 8                     | –                    | –                      | 3                   | –                               | –                     | –                | –                 | –                     | –                    | 5                      | –                      | –                     | –                     | –                      | –                    | –                    | –                   | –                    | 5                      | –                                | –                      | –                      | –                      | –                    | –                   | –                    | –                    | 33                     |                  |
| Suisse                                            | –                                               | –                      | 2                | –                 | –                | –                    | –                     |                       | –                    | –                      | –                    | 3                    | 1                   | –                     | –                     | –                    | –                      | –                   | –                               | 10                    | 6                | –                 | 2                     | –                    | 2                      | –                      | –                     | 4                     | –                      | –                    | 2                    | –                   | –                    | –                      | –                                | 8                      | –                      | –                      | –                    | –                   | –                    | –                    | 40                     |                  |
| Moldavie                                          | 1                                               | 3                      | 6                | 12                | –                | 7                    | –                     | –                     |                      | –                      | –                    | –                    | –                   | –                     | –                     | –                    | 12                     | –                   | –                               | –                     | –                | –                 | –                     | –                    | –                      | 8                      | –                     | –                     | 7                      | –                    | 3                    | 6                   | –                    | –                      | 12                               | –                      | –                      | 2                      | –                    | 6                   | 6                    | –                    | 91                     |                  |
| Pays-Bas                                          | –                                               | 1                      | –                | –                 | –                | –                    | –                     | 1                     | –                    |                        | –                    | 4                    | –                   | –                     | –                     | –                    | 3                      | –                   | 1                               | 8                     | 5                | 5                 | –                     | 10                   | –                      | –                      | –                     | –                     | –                      | –                    | –                    | –                   | –                    | –                      | –                                | –                      | –                      | –                      | –                    | –                   | –                    | –                    | 38                     |                  |
| Albanie                                           | 2                                               | –                      | –                | –                 | –                | –                    | 6                     | 7                     | –                    | –                      |                      | –                    | 3                   | –                     | –                     | –                    | –                      | 10                  | –                               | –                     | –                | –                 | –                     | –                    | –                      | 4                      | 3                     | –                     | –                      | –                    | 8                    | –                   | –                    | 4                      | –                                | 1                      | –                      | –                      | –                    | –                   | –                    | 1                    | 49                     |                  |
| Danemark                                          | –                                               | 5                      | –                | –                 | 8                | –                    | –                     | –                     | –                    | 1                      | –                    |                      | –                   | –                     | 3                     | –                    | –                      | –                   | 4                               | 6                     | 2                | –                 | –                     | –                    | –                      | –                      | –                     | –                     | –                      | –                    | –                    | –                   | –                    | –                      | –                                | –                      | –                      | 5                      | 4                    | –                   | –                    | 7                    | 45                     |                  |
| Croatie                                           | –                                               | –                      | –                | –                 | –                | –                    | 7                     | 5                     | –                    | –                      | 3                    | –                    |                     | –                     | 6                     | –                    | –                      | 6                   | –                               | –                     | –                | –                 | –                     | –                    | 8                      | –                      | 7                     | –                     | –                      | –                    | –                    | –                   | –                    | 10                     | –                                | 2                      | –                      | –                      | –                    | –                   | –                    | –                    | 54                     |                  |
| Pologne                                           | –                                               | –                      | 3                | 5                 | 2                | 6                    | 1                     | –                     | –                    | –                      | –                    | 2                    | –                   |                       | 2                     | –                    | –                      | 2                   | –                               | –                     | 10               | 3                 | –                     | –                    | –                      | –                      | 4                     | 1                     | 5                      | 3                    | –                    | –                   | –                    | –                      | –                                | 5                      | 3                      | 10                     | –                    | 5                   | –                    | 3                    | 75                     |                  |
| Serbie                                            | 8                                               | 7                      | 8                | 10                | 10               | 8                    | 12                    | 12                    | 6                    | 10                     | 2                    | 6                    | 12                  | 5                     |                       | 12                   | 4                      | 12                  | 8                               | 1                     | –                | 12                | –                     | 4                    | 12                     | –                      | 12                    | 2                     | 10                     | 7                    | 5                    | 5                   | 8                    | 12                     | 6                                | 10                     | 1                      | 8                      | 10                   | 8                   | 8                    | 5                    | 298                    |                  |
| Tchéquie                                          | –                                               | –                      | –                | –                 | –                | –                    | –                     | –                     | –                    | –                      | –                    | –                    | –                   | –                     | –                     |                      | –                      | –                   | –                               | –                     | –                | –                 | 1                     | –                    | –                      | –                      | –                     | –                     | –                      | –                    | –                    | –                   | –                    | –                      | –                                | –                      | –                      | –                      | –                    | –                   | –                    | –                    | 1                      |                  |
| Portugal                                          | –                                               | –                      | 1                | 7                 | –                | –                    | –                     | 8                     | 7                    | 4                      | –                    | –                    | –                   | 10                    | 1                     | –                    |                        | –                   | –                               | –                     | 12               | –                 | –                     | 3                    | 1                      | –                      | –                     | 3                     | 6                      | 10                   | –                    | 8                   | –                    | –                      | –                                | 7                      | –                      | –                      | –                    | –                   | –                    | –                    | 88                     |                  |
| Macédoine                                         | 12                                              | –                      | –                | –                 | –                | –                    | 10                    | 6                     | –                    | –                      | 10                   | –                    | 8                   | –                     | 10                    | 6                    | –                      |                     | –                               | –                     | –                | –                 | –                     | –                    | 10                     | 6                      | 5                     | –                     | –                      | –                    | –                    | –                   | –                    | 7                      | 2                                | –                      | –                      | –                      | 5                    | –                   | –                    | –                    | 97                     |                  |
| Norvège                                           | –                                               | –                      | –                | –                 | 7                | –                    | 2                     | –                     | 1                    | 3                      | –                    | 7                    | –                   | 2                     | –                     | –                    | 2                      | –                   |                                 | 2                     | 3                | 1                 | 4                     | –                    | –                      | –                      | –                     | –                     | 3                      | –                    | –                    | 4                   | 1                    | –                      | –                                | –                      | –                      | –                      | 6                    | –                   | –                    | –                    | 48                     |                  |
| Malte                                             | –                                               | –                      | –                | –                 | –                | –                    | –                     | –                     | –                    | –                      | 6                    | –                    | –                   | –                     | –                     | –                    | –                      | –                   | –                               |                       | –                | –                 | –                     | –                    | –                      | 7                      | –                     | –                     | –                      | –                    | –                    | –                   | –                    | –                      | –                                | –                      | –                      | –                      | –                    | –                   | –                    | 2                    | 15                     |                  |
| Andorre                                           | –                                               | 2                      | –                | 4                 | 6                | –                    | –                     | –                     | –                    | –                      | –                    | –                    | 2                   | 6                     | –                     | 7                    | 6                      | 1                   | 2                               | –                     |                  | –                 | 5                     | –                    | 4                      | 2                      | –                     | –                     | –                      | –                    | 4                    | 12                  | 5                    | –                      | –                                | –                      | 2                      | 4                      | 2                    | –                   | 4                    | –                    | 80                     |                  |
| Hongrie                                           | 4                                               | –                      | 4                | 1                 | 12               | 10                   | –                     | 4                     | –                    | 8                      | 5                    | 12                   | 7                   | 8                     | 12                    | 8                    | 10                     | –                   | 10                              | 4                     | 4                |                   | 8                     | 7                    | 6                      | 1                      | 8                     | 8                     | –                      | 2                    | –                    | 1                   | 10                   | 1                      | 10                               | 6                      | 7                      | 7                      | 8                    | 4                   | 3                    | 4                    | 224                    |                  |
| Estonie                                           | –                                               | –                      | –                | –                 | –                | 2                    | –                     | –                     | 4                    | –                      | –                    | –                    | –                   | –                     | –                     | –                    | –                      | –                   | –                               | –                     | –                | –                 |                       | –                    | –                      | –                      | –                     | 12                    | –                      | –                    | –                    | –                   | 6                    | –                      | –                                | –                      | 6                      | 3                      | –                    | –                   | –                    | –                    | 33                     |                  |
| Belgique                                          | –                                               | –                      | –                | –                 | –                | 12                   | –                     | –                     | –                    | 2                      | –                    | –                    | –                   | –                     | –                     | –                    | –                      | –                   | –                               | –                     | –                | –                 | –                     |                      | –                      | –                      | –                     | –                     | –                      | –                    | –                    | –                   | –                    | –                      | –                                | –                      | –                      | –                      | –                    | –                   | –                    | –                    | 14                     |                  |
| Slovénie                                          | 5                                               | –                      | –                | 6                 | –                | –                    | 8                     | –                     | 3                    | 6                      | –                    | –                    | 10                  | 7                     | 7                     | 4                    | 7                      | 5                   | 5                               | 5                     | 8                | 7                 | –                     | 6                    |                        | 3                      | 2                     | 5                     | –                      | 1                    | –                    | 7                   | –                    | 6                      | 4                                | –                      | –                      | 1                      | –                    | 7                   | 5                    | –                    | 140                    |                  |
| Turquie                                           | 10                                              | –                      | –                | –                 | 3                | –                    | 3                     | 10                    | 10                   | 12                     | 12                   | 8                    | –                   | 1                     | –                     | 1                    | –                      | 8                   | 6                               | –                     | 7                | 6                 | –                     | 12                   | –                      |                        | 10                    | –                     | 2                      | 12                   | –                    | 2                   | 7                    | 8                      | 8                                | 12                     | –                      | –                      | 7                    | 1                   | 7                    | 12                   | 197                    |                  |
| Autriche                                          | –                                               | –                      | –                | –                 | –                | –                    | –                     | 3                     | -                    | –                      | –                    | –                    | –                   | –                     | –                     | –                    | –                      | –                   | –                               | –                     | 1                | –                 | –                     | –                    | –                      | –                      |                       | –                     | –                      | –                    | –                    | –                   | –                    | –                      | –                                | –                      | –                      | –                      | –                    | –                   | –                    | –                    | 4                      |                  |
| Lettonie                                          | –                                               | 10                     | 5                | 2                 | 5                | 5                    | –                     | 2                     | 2                    | 7                      | –                    | 5                    | 4                   | 12                    | –                     | 3                    | 8                      | –                   | 7                               | 12                    | –                | 4                 | 12                    | 8                    | 7                      | –                      | 1                     |                       | –                      | –                    | 1                    | –                   | 3                    | –                      | 5                                | –                      | 12                     | 12                     | 1                    | 3                   | 2                    | 8                    | 168                    |                  |
| Le tableau suit l'ordre de passage des candidats. |                                                 |                        |                  |                   |                  |                      |                       |                       |                      |                        |                      |                      |                     |                       |                       |                      |                        |                     |                                 |                       |                  |                   |                       |                      |                        |                        |                       |                       |                        |                      |                      |                     |                      |                        |                                  |                        |                        |                        |                      |                     |                      |                      |                        |                  |

### Finale
|                       |                                                   | Points attribués     | Points attribués  | Points attribués      | Points attribués     | Points attribués    | Points attribués    | Points attribués     | Points attribués     | Points attribués       | Points attribués      | Points attribués                 | Points attribués       | Points attribués    | Points attribués     | Points attribués       | Points attribués  | Points attribués      | Points attribués       | Points attribués | Points attribués       | Points attribués       | Points attribués      | Points attribués     | Points attribués       | Points attribués     | Points attribués     | Points attribués | Points attribués     | Points attribués      | Points attribués       | Points attribués    | Points attribués     | Points attribués     | Points attribués       | Points attribués     | Points attribués      | Points attribués       | Points attribués       | Points attribués                | Points attribués      | Points attribués | Points attribués | Points attribués |
| --------------------- | ------------------------------------------------- | -------------------- | ----------------- | --------------------- | -------------------- | ------------------- | ------------------- | -------------------- | -------------------- | ---------------------- | --------------------- | -------------------------------- | ---------------------- | ------------------- | -------------------- | ---------------------- | ----------------- | --------------------- | ---------------------- | ---------------- | ---------------------- | ---------------------- | --------------------- | -------------------- | ---------------------- | -------------------- | -------------------- | ---------------- | -------------------- | --------------------- | ---------------------- | ------------------- | -------------------- | -------------------- | ---------------------- | -------------------- | --------------------- | ---------------------- | ---------------------- | ------------------------------- | --------------------- | ---------------- | ---------------- | ---------------- |
| Drapeau du Monténégro |                                                   | Drapeau de l'Arménie | Drapeau d'Andorre | Drapeau de l'Autriche | Drapeau de la France | Drapeau du Danemark | Drapeau de la Grèce | Drapeau de l'Espagne | Drapeau de la Serbie | Drapeau de la Finlande | Drapeau de la Turquie | Drapeau de la Bosnie-Herzégovine | Drapeau de la Belgique | Drapeau du Portugal | Drapeau de l'Albanie | Drapeau de la Roumanie | Drapeau de Chypre | Drapeau de la Croatie | Drapeau de la Slovénie | Drapeau d’Israël | Drapeau de l'Allemagne | Drapeau de la Lituanie | Drapeau de la Norvège | Drapeau de la Suisse | Drapeau de la Tchéquie | Drapeau des Pays-Bas | Drapeau de l'Irlande | Drapeau de Malte | Drapeau de l'Estonie | Drapeau de la Géorgie | Drapeau de la Bulgarie | Drapeau de la Suède | Drapeau de l'Ukraine | Drapeau de la Russie | Drapeau de la Lettonie | Drapeau de l'Islande | Drapeau de la Pologne | Drapeau de la Moldavie | Drapeau du Royaume-Uni | Drapeau de la Macédoine du Nord | Drapeau de la Hongrie | Total            |                  |                  |
| Pays                  | Bosnie-Herzégovine                                | 7                    | –                 | 1                     | –                    | 8                   | 1                   | 7                    | –                    | –                      | 8                     | –                                | 10                     |                     | –                    | –                      | 8                 | –                     | –                      | 10               | 8                      | –                      | 3                     | –                    | 6                      | 8                    | 4                    | 7                | –                    | –                     | –                      | –                   | –                    | 6                    | –                      | –                    | –                     | –                      | –                      | –                               | –                     | 4                | –                | 106              |
| Pays                  | Espagne                                           | 4                    | –                 | –                     | –                    | –                   | 6                   | –                    | 1                    |                        | –                     | –                                | –                      | –                   | 3                    | 8                      | 12                | –                     | –                      | –                | –                      | 2                      | –                     | –                    | –                      | 5                    | –                    | –                | –                    | 2                     | –                      | –                   | –                    | –                    | –                      | –                    | –                     | –                      | –                      | –                               | –                     | –                | –                | 43               |
| Pays                  | Biélorussie                                       | 3                    |                   | 10                    | –                    | –                   | –                   | –                    | 5                    | –                      | 2                     | –                                | –                      | 4                   | –                    | 1                      | 2                 | 1                     | 6                      | –                | –                      | 12                     | –                     | 7                    | –                      | –                    | 2                    | –                | –                    | 10                    | 7                      | 8                   | 1                    | –                    | 12                     | 12                   | 8                     | 4                      | 7                      | 10                              | –                     | 7                | 4                | 145              |
| Pays                  | Irlande                                           | –                    | –                 | –                     | –                    | –                   | –                   | –                    | –                    | –                      | –                     | –                                | –                      | –                   | –                    | –                      | 5                 | –                     | –                      | –                | –                      | –                      | –                     | –                    | –                      | –                    | –                    | –                |                      | –                     | –                      | –                   | –                    | –                    | –                      | –                    | –                     | –                      | –                      | –                               | –                     | –                | –                | 5                |
| Pays                  | Finlande                                          | –                    | 1                 | –                     | 7                    | –                   | –                   | 4                    | –                    | –                      | –                     |                                  | –                      | –                   | –                    | –                      | –                 | –                     | –                      | –                | –                      | –                      | 1                     | 5                    | 4                      | 1                    | –                    | –                | –                    | –                     | 6                      | –                   | –                    | 12                   | –                      | –                    | –                     | 12                     | –                      | –                               | –                     | –                | –                | 53               |
| Pays                  | Macédoine                                         | 10                   | –                 | –                     | –                    | 1                   | –                   | –                    | –                    | –                      | 10                    | –                                | 1                      | 8                   | –                    | –                      | 3                 | –                     | –                      | 8                | 10                     | –                      | –                     | –                    | –                      | 6                    | 5                    | –                | –                    | –                     | –                      | 1                   | 10                   | –                    | –                      | –                    | –                     | –                      | –                      | –                               | –                     |                  | –                | 73               |
| Pays                  | Slovénie                                          | 8                    | 4                 | –                     | –                    | –                   | –                   | –                    | –                    | 3                      | 5                     | –                                | –                      | 7                   | 2                    | 3                      | –                 | –                     | –                      | 7                |                        | –                      | –                     | 1                    | –                      | –                    | –                    | –                | –                    | 5                     | –                      | –                   | –                    | –                    | 4                      | 3                    | 4                     | –                      | 4                      | –                               | –                     | 6                | –                | 66               |
| Pays                  | Hongrie                                           | –                    | –                 | –                     | 6                    | 2                   | –                   | 8                    | –                    | –                      | 12                    | 10                               | –                      | –                   | 5                    | 2                      | –                 | 8                     | –                      | 4                | 5                      | –                      | 7                     | 4                    | 8                      | 3                    | –                    | 4                | 5                    | 1                     | 4                      | 5                   | –                    | 8                    | –                      | –                    | 5                     | 8                      | 2                      | –                               | 2                     | –                |                  | 128              |
| Pays                  | Lituanie                                          | –                    | 2                 | –                     | 1                    | –                   | –                   | –                    | –                    | –                      | –                     | –                                | –                      | –                   | –                    | –                      | –                 | –                     | –                      | –                | –                      | –                      | –                     |                      | –                      | –                    | –                    | –                | 12                   | –                     | –                      | –                   | –                    | –                    | –                      | –                    | 10                    | –                      | –                      | –                               | 3                     | –                | –                | 28               |
| Pays                  | Grèce                                             | –                    | 3                 | 8                     | –                    | –                   | 3                   | 1                    |                      | 2                      | 4                     | –                                | 4                      | 3                   | 8                    | –                      | 7                 | 10                    | 12                     | –                | –                      | 1                      | 10                    | –                    | –                      | 4                    | 3                    | 5                | –                    | –                     | –                      | 4                   | 12                   | 4                    | –                      | –                    | –                     | 5                      | –                      | 6                               | 10                    | 3                | 7                | 139              |
| Pays                  | Géorgie                                           | –                    | 6                 | 5                     | –                    | –                   | –                   | –                    | 3                    | –                      | –                     | 7                                | 5                      | 1                   | 6                    | –                      | –                 | –                     | 1                      | 2                | 2                      | 6                      | –                     | 12                   | –                      | –                    | 1                    | 2                | 1                    | –                     | 5                      |                     | –                    | –                    | 8                      | 7                    | 6                     | –                      | 5                      | 4                               | –                     | –                | 2                | 97               |
| Pays                  | Suède                                             | –                    | –                 | –                     | 2                    | –                   | –                   | 12                   | –                    | –                      | –                     | 8                                | –                      | –                   | –                    | –                      | –                 | –                     | –                      | –                | –                      | –                      | –                     | –                    | 12                     | –                    | –                    | –                | –                    | –                     | –                      | –                   | –                    |                      | –                      | –                    | –                     | 10                     | –                      | –                               | 7                     | –                | –                | 51               |
| Pays                  | France                                            | –                    | –                 | 2                     | 8                    | –                   |                     | –                    | –                    | –                      | –                     | –                                | –                      | –                   | –                    | –                      | 4                 | –                     | –                      | –                | –                      | –                      | –                     | 3                    | –                      | –                    | –                    | –                | –                    | –                     | 2                      | –                   | –                    | –                    | –                      | –                    | –                     | –                      | –                      | –                               | –                     | –                | –                | 19               |
| Pays                  | Lettonie                                          | –                    | –                 | –                     | –                    | –                   | –                   | –                    | –                    | –                      | –                     | –                                | –                      | –                   | –                    | –                      | –                 | 2                     | –                      | 1                | 6                      | –                      | –                     | 10                   | 3                      | –                    | –                    | 3                | 10                   | 4                     | 10                     | –                   | –                    | –                    | –                      | –                    |                       | –                      | 1                      | –                               | 4                     | –                | –                | 54               |
| Pays                  | Russie                                            | 6                    | 12                | 12                    | 3                    | –                   | 2                   | 2                    | 8                    | 4                      | 7                     | 3                                | 8                      | 2                   | –                    | 4                      | –                 | 3                     | 7                      | 3                | 3                      | 8                      | 6                     | 6                    | 5                      | –                    | 6                    | –                | 6                    | 6                     | 12                     | 7                   | 5                    | 5                    | 10                     |                      | 7                     | 1                      | 3                      | 8                               | 6                     | 5                | 6                | 207              |
| Pays                  | Allemagne                                         | –                    | –                 | –                     | 5                    | 7                   | –                   | 5                    | –                    | 5                      | –                     | 1                                | –                      | –                   | –                    | –                      | 6                 | –                     | –                      | –                | –                      | –                      |                       | –                    | –                      | 7                    | –                    | 6                | –                    | –                     | 3                      | –                   | –                    | 1                    | –                      | –                    | –                     | 2                      | –                      | –                               | 1                     | –                | –                | 49               |
| Pays                  | Serbie                                            | 12                   | 7                 | 7                     | –                    | 12                  | 8                   | 6                    | 4                    | 1                      |                       | 12                               | –                      | 12                  | 7                    | 5                      | 1                 | 6                     | 3                      | 12               | 12                     | 3                      | 8                     | –                    | 10                     | 12                   | 8                    | 8                | 4                    | 8                     | –                      | 6                   | 6                    | 10                   | 6                      | 5                    | 3                     | 7                      | 8                      | 5                               | –                     | 12               | 12               | 268              |
| Pays                  | Ukraine                                           | 2                    | 10                | 6                     | 12                   | 4                   | 4                   | 3                    | 7                    | 7                      | 3                     | 6                                | 3                      | 5                   | 1                    | 12                     | –                 | 4                     | 4                      | 5                | 4                      | 10                     | 5                     | 8                    | 2                      | 2                    | 12                   | 1                | 8                    | 3                     | 8                      | 10                  | 3                    | 3                    |                        | 8                    | 12                    | 6                      | 12                     | 7                               | 8                     | 2                | 3                | 235              |
| Pays                  | Royaume-Uni                                       | –                    | –                 | –                     | –                    | –                   | –                   | –                    | –                    | –                      | –                     | –                                | –                      | –                   | –                    | –                      | –                 | –                     | –                      | –                | –                      | –                      | –                     | –                    | –                      | –                    | –                    | –                | 7                    | 12                    | –                      | –                   | –                    | –                    | –                      | –                    | –                     | –                      | –                      | –                               |                       | –                | –                | 19               |
| Pays                  | Roumanie                                          | –                    | –                 | –                     | 10                   | 3                   | 7                   | –                    | 2                    | 12                     | –                     | –                                | 2                      | –                   | –                    | 7                      | –                 |                       | 5                      | –                | –                      | 7                      | –                     | –                    | –                      | –                    | –                    | –                | 3                    | –                     | –                      | –                   | 2                    | –                    | 2                      | 1                    | 1                     | –                      | –                      | 12                              | –                     | –                | 8                | 84               |
| Pays                  | Bulgarie                                          | 5                    | –                 | 4                     | –                    | 6                   | 5                   | –                    | 12                   | 10                     | 6                     | 5                                | 6                      | 6                   | 4                    | 6                      | –                 | 5                     | 10                     | 6                | 7                      | –                      | 4                     | –                    | –                      | –                    | 7                    | –                | –                    | 7                     | 1                      | –                   |                      | –                    | 3                      | 4                    | 2                     | –                      | –                      | 3                               | 5                     | 8                | 10               | 157              |
| Pays                  | Turquie                                           | 1                    | –                 | –                     | –                    | 10                  | 12                  | 10                   | –                    | –                      | –                     | 4                                |                        | 10                  | 12                   | –                      | 10                | 7                     | –                      | –                | –                      | –                      | 12                    | –                    | 7                      | 10                   | –                    | 12               | –                    | –                     | –                      | 2                   | 7                    | 7                    | 1                      | 2                    | –                     | 3                      | –                      | 1                               | 12                    | 10               | –                | 163              |
| Pays                  | Arménie                                           | –                    | 5                 |                       | –                    | 5                   | 10                  | –                    | 6                    | 8                      | –                     | –                                | 12                     | –                   | 10                   | –                      | –                 | –                     | 8                      | –                | –                      | 5                      | 2                     | –                    | –                      | –                    | 10                   | 10               | –                    | –                     | –                      | 12                  | 8                    | –                    | 5                      | 10                   | –                     | –                      | 10                     | 2                               | –                     | –                | 1                | 138              |
| Pays                  | Moldavie                                          | –                    | 8                 | 3                     | 4                    | –                   | –                   | –                    | 10                   | 6                      | 1                     | 2                                | 7                      | –                   | –                    | 10                     | –                 | 12                    | 2                      | –                | 1                      | 4                      | –                     | 2                    | 1                      | –                    | –                    | –                | 2                    | –                     | –                      | 3                   | 4                    | 2                    | 7                      | 6                    | –                     | –                      | 6                      |                                 | –                     | 1                | 5                | 109              |
| Pays                  | Le tableau suit l'ordre de passage des candidats. |                      |                   |                       |                      |                     |                     |                      |                      |                        |                       |                                  |                        |                     |                      |                        |                   |                       |                        |                  |                        |                        |                       |                      |                        |                      |                      |                  |                      |                       |                        |                     |                      |                      |                        |                      |                       |                        |                        |                                 |                       |                  |                  |                  |

## Prix Marcel-Bezençon
| Catégorie                                   | Pays    | Artiste(s)       | Chanson              | Place | Points |
| ------------------------------------------- | ------- | ---------------- | -------------------- | ----- | ------ |
| Prix de la meilleure performance artistique | Serbie  | Marija Šerifović | Molitva              | 1     | 268    |
| Prix de la presse                           | Ukraine | Verka Serduchka  | Dancing Lasha Tumbai | 2     | 235    |
| Prix de la meilleure composition            | Hongrie | Magdi Rúzsa      | Unsubstantial Blues  | 9     | 128    |

## Télédiffuseurs
| Ordre | Pays               | Télédiffuseur(s)        | Commentateur(s)                                    | Porte-parole(s)                 |
| ----- | ------------------ | ----------------------- | -------------------------------------------------- | ------------------------------- |
| 16    | Albanie            | RTSH                    | Leon Menkshi                                       | Leon Menkshi                    |
| 22    | Allemagne          | Das Erste               | Peter Urban                                        | Thomas Hermanns                 |
| 22    | Allemagne          | Deutschlandfunk         | Thomas Mohr                                        | Thomas Hermanns                 |
| 04    | Andorre            | RTVA                    | Meri Picart & Josep Lluís Trabal                   | Marian van de Wal               |
| 03    | Arménie            | Arménie 1               | Gohar Gasparyan                                    | Sirusho                         |
| 05    | Autriche           | ORF 2                   | Andi Knoll                                         | Eva Pölzl                       |
| 14    | Belgique           | La Une                  | Jean-Pierre Hautier & Jean-Louis Lahaye            | Maureen Louys                   |
| 14    | Belgique           | La Première             | Patrick Duhamel & Corinne Boulangier               | Maureen Louys                   |
| 14    | Belgique           | Één                     | André Vermeulen & Anja Daems                       | Maureen Louys                   |
| 14    | Belgique           | Radio 2                 | Sven Pichal & Michel Follet                        | Maureen Louys                   |
| 02    | Biélorussie        | BTRC                    | Denis Kurian & Alexander Tikhanovich               | Juliana                         |
| 13    | Bosnie-Herzégovine | BHT1                    | Dejan Kukric                                       | Vesna Andree Zaimović           |
| 32    | Bulgarie           | BNT                     | Elena Rosberg & Georgi Kushvaliev                  | Mira Dobreva                    |
| 18    | Chypre             | RIK 1                   | Vasso Komninou                                     | Giannis Haralambous             |
| 19    | Croatie            | HRT                     | Duško Čurlić                                       | Barbara Kolar                   |
| 07    | Danemark           | DR1                     | Søren Nystrøm Rasted & Adam Duvå Hall              | Susanne Georgi                  |
| 09    | Espagne            | TVE1                    | Beatriz Pécker                                     | Ainhoa Arbizu                   |
| 30    | Estonie            | ETV                     | Marko Reikop                                       | Laura Põldvere                  |
| 11    | Finlande           | YLE TV2                 | Ellen Jokikunnas, Heikki Paasonen & Asko Murtomäki | Laura Voutilainen               |
| 11    | Finlande           | YLE Radio Suomi         | Sanna Kojo & Jorma Hietamäki                       | Laura Voutilainen               |
| 06    | France             | France 4 (Demi-finale)  | Peggy Olmi & Yann Renoard                          | Vanessa Dolmen                  |
| 06    | France             | France 3 (Finale)       | Julien Lepers & Tex                                | Vanessa Dolmen                  |
| 06    | France             | France Bleu             | Yves Derisbourg                                    | Vanessa Dolmen                  |
| 31    | Géorgie            | GPB                     | Sandro Gabisonia & Sopho Altunashvili              | Neli Agirba                     |
| 08    | Grèce              | ET1                     | Fotis Sergoulopoulos & Maria Bakodimou             | Alexis Kostalas                 |
| 42    | Hongrie            | MTV1                    | Gábor Gundel Takács                                | Éva Novodomszky                 |
| 28    | Irlande            | RTÉ One                 | Marty Whelan                                       | Linda Martin                    |
| 28    | Irlande            | RTÉ Radio 1             | Larry Gogan                                        | Linda Martin                    |
| 37    | Islande            | Sjónvarpið              | Sigmar Guðmundsson                                 | Ragnhildur Steinunn Jónsdóttir  |
| 21    | Israël             | Aroutz 1                | pas de commentateur                                | Jason Danino-Holt               |
| 36    | Lettonie           | LTV                     | Kārlis Streips                                     | Janis Šipkevics                 |
| 23    | Lituanie           | LRT                     | Darius Užkuraitis                                  | Lavija Šurnaitė                 |
| 41    | Macédoine          | MRT                     | Milanka Rašić                                      | Elena Risteska                  |
| 29    | Malte              | PBS                     | Antonia Micallef                                   | Mireille Bonelo                 |
| 39    | Moldavie           | TRM                     | ?                                                  | Andrei Porubin                  |
| 01    | Monténégro         | TVCG2                   | Dražen Bauković & Tamara Ivanković                 | Vidak Latković                  |
| 24    | Norvège            | NRK1                    | Per Sundnes                                        | Synnøve Svabø                   |
| 27    | Pays-Bas           | Nederland 1             | Paul de Leeuw & Cornald Maas                       | Paul de Leeuw & Edsilia Rombley |
| 38    | Pologne            | TVP 1                   | Artur Orzech                                       | Maciej Orłoś                    |
| 15    | Portugal           | RTP1                    | Isabel Angelino & Jorge Gabriel                    | Francisco Mendes                |
| 26    | Tchéquie           | ČT                      | Kateřina Kristelová                                | Andrea Savane                   |
| 17    | Roumanie           | TVR1                    | Andreea Demirgian                                  | Andreea Marin Bănică            |
| 40    | Royaume-Uni        | BBC Three (Demi-finale) | Paddy O’Connell & Sarah Cawood                     | Fearne Cotton                   |
| 40    | Royaume-Uni        | BBC One (Finale)        | Terry Wogan                                        | Fearne Cotton                   |
| 40    | Royaume-Uni        | BBC Radio 2             | Ken Bruce                                          | Fearne Cotton                   |
| 35    | Russie             | Perviy Kanal            | Yuri Aksyuta & Yelena Batinova                     | Yana Churikova                  |
| 10    | Serbie             | RTS1                    | Duška Vučinić-Lučić                                | Maja Nikolić                    |
| 20    | Slovénie           | SLO1                    | Mojca Mavec                                        | Peter Poles                     |
| 33    | Suède              | SVT1                    | Kristian Luuk & Josef Sterzenbach                  | André Pops                      |
| 33    | Suède              | SR P3                   | Carolina Norén                                     | André Pops                      |
| 25    | Suisse             | TSR 2                   | Jean-Marc Richard, Henri Dès & Nicolas Tanner      | Sven Epiney                     |
| 25    | Suisse             | SF Zwei                 | Bernhard Thurnheer                                 | Sven Epiney                     |
| 25    | Suisse             | TSI 1                   | Sandy Altermatt & Claudio Lazzarino                | Sven Epiney                     |
| 12    | Turquie            | TRT 1                   | Hakan Urgancı                                      | Meltem Ersan Yazgan             |
| 34    | Ukraine            | NTU                     | Timur Miroshnychenko                               | Katya Osadchaya                 |

## Galerie

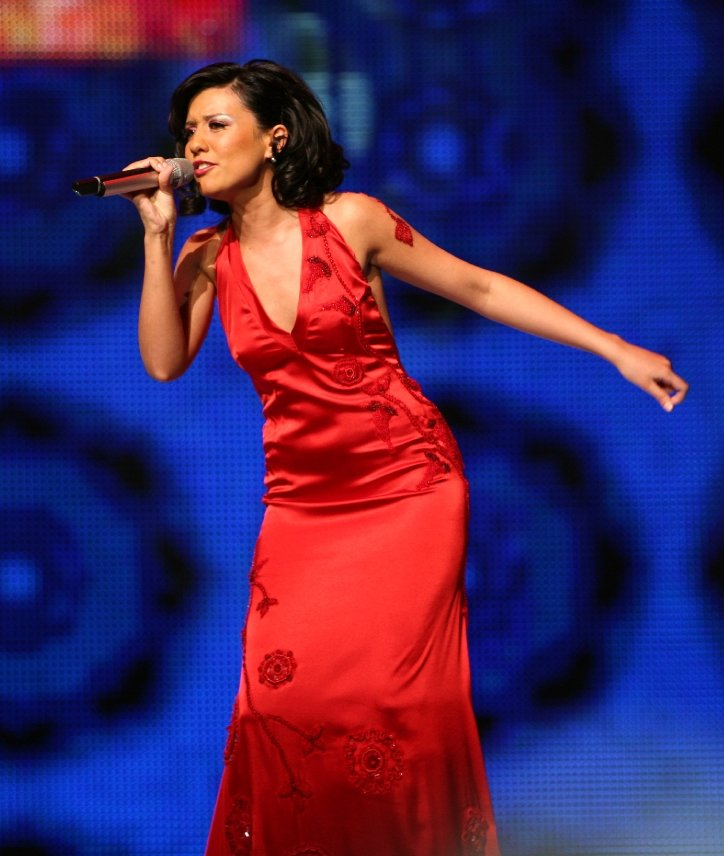
Géorgie Sopho Visionary Dream
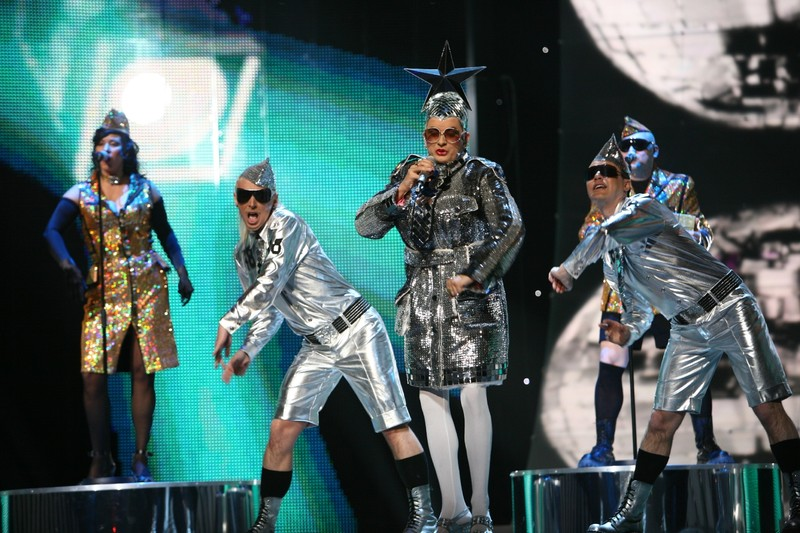
Verka Serduchka chantant "Dancing Lasha Tumbai" pour l'Ukraine
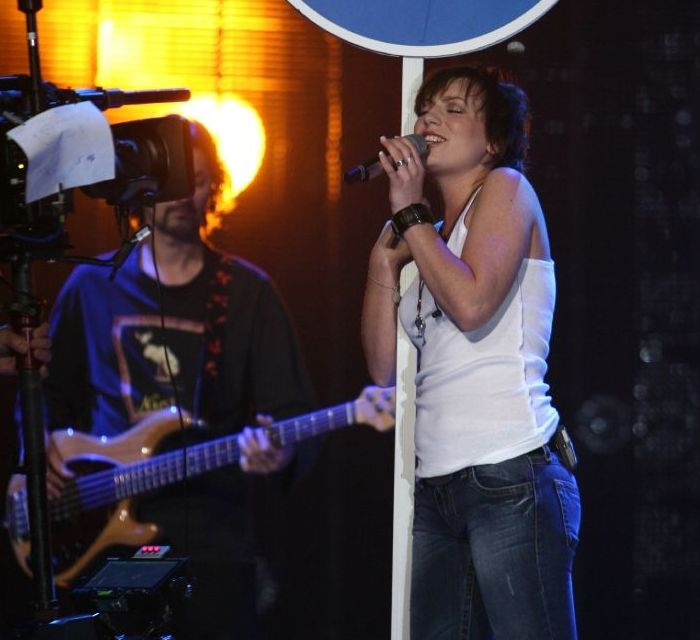
Hongrie Magdi Rúzsa Unsubstantial Blues
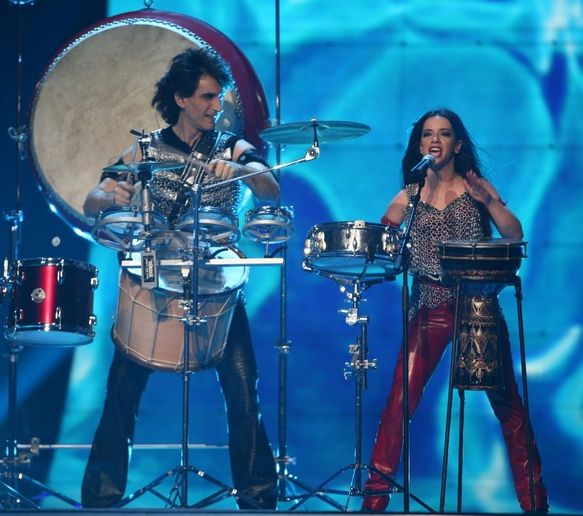
Bulgarie Elitsa Todorova & Stoyan Yankulov Water
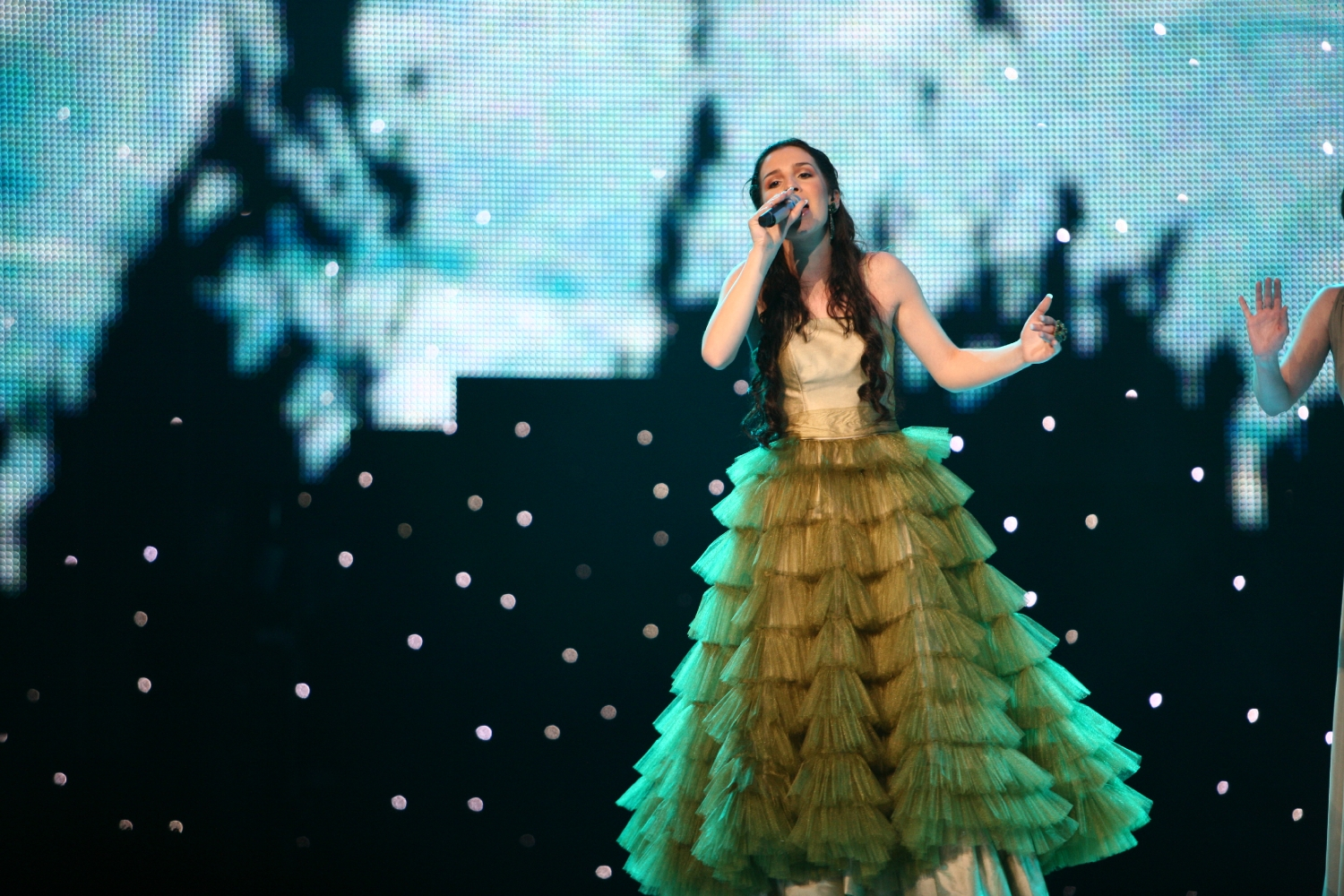
Marija Šestić chantant "Rijeka bez imena" pour la Bosnie-Herzégovine
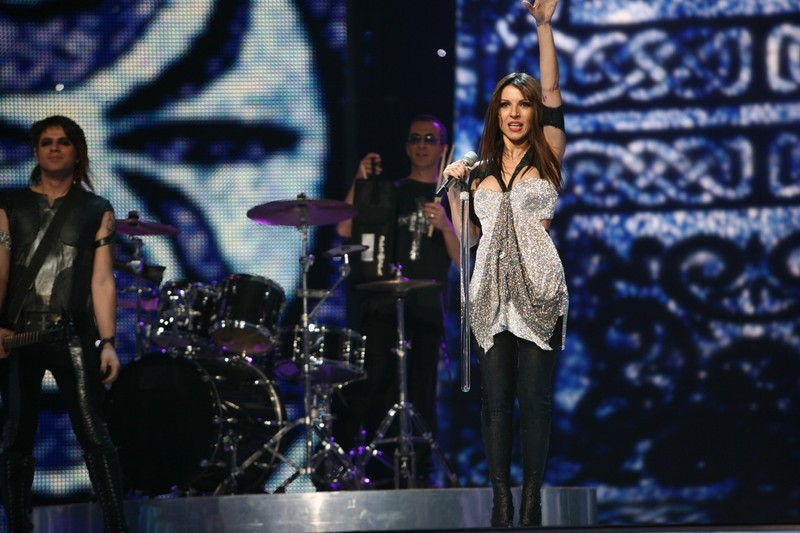
Evrydíki chantant "Comme Ci, Comme Ça" pour Chypre
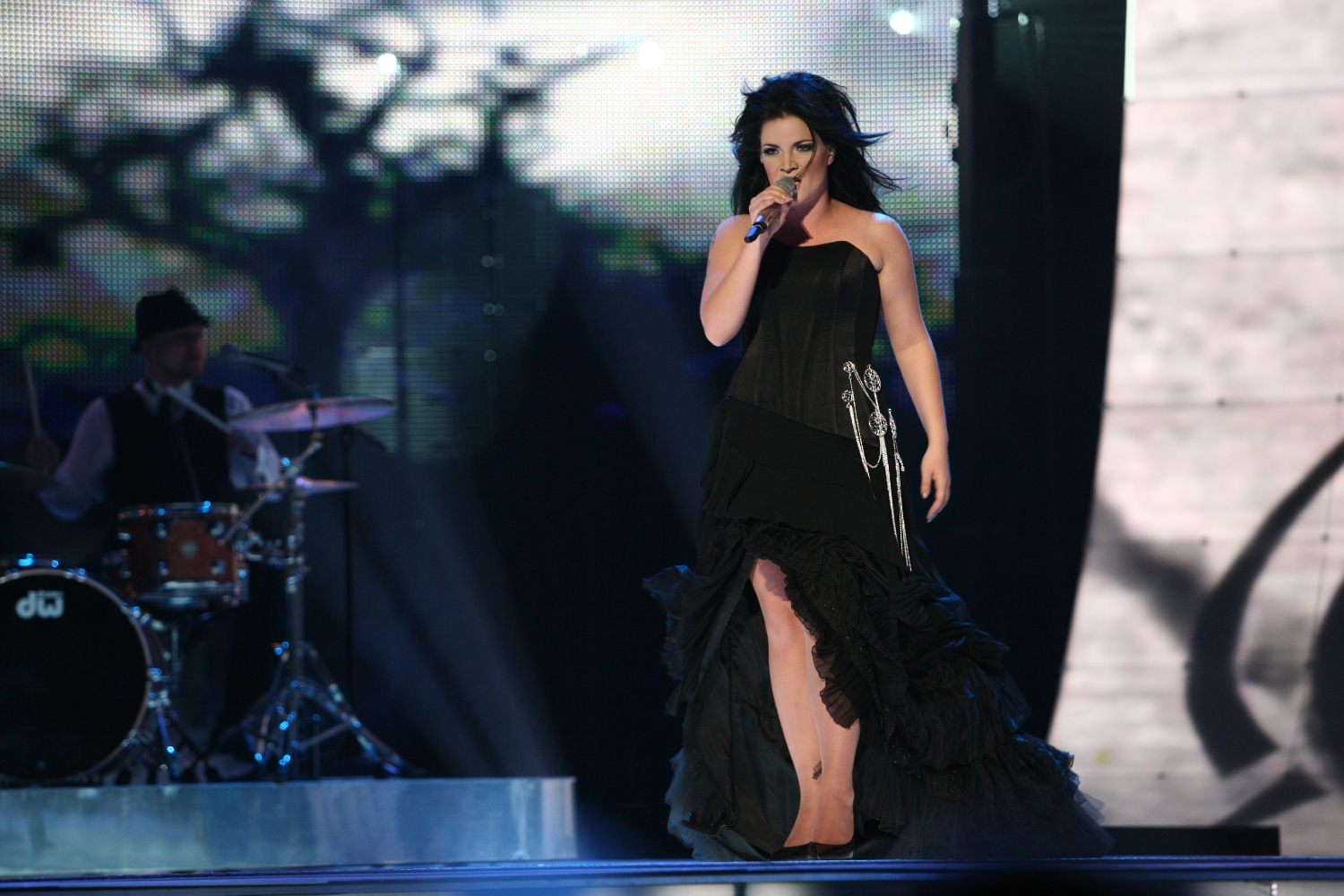
Hanna Pakarinen chantant "Leave Me Alone" pour la Finlande
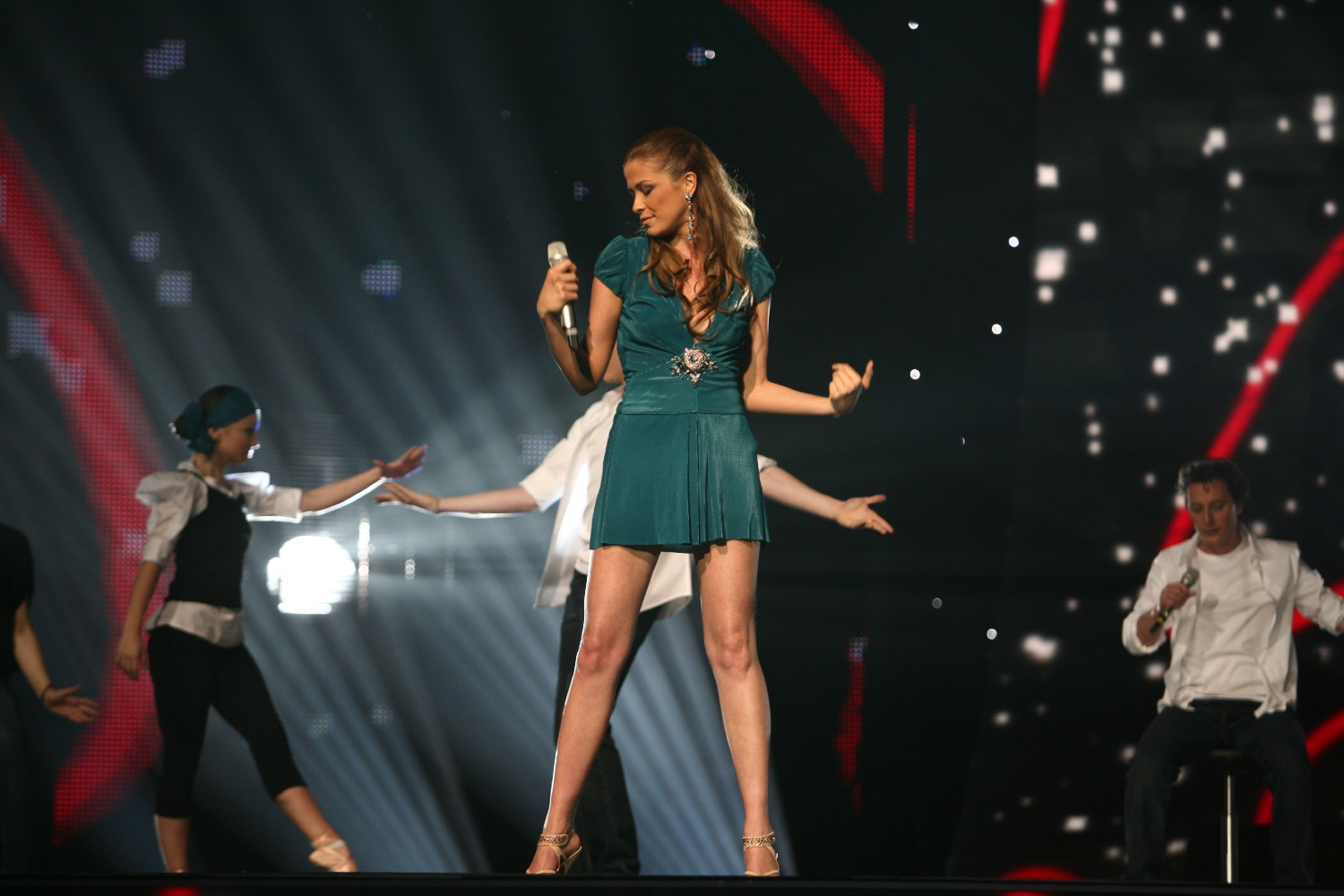
Karolina Gočeva chantant "Mojot Svet" pour la Macédoine
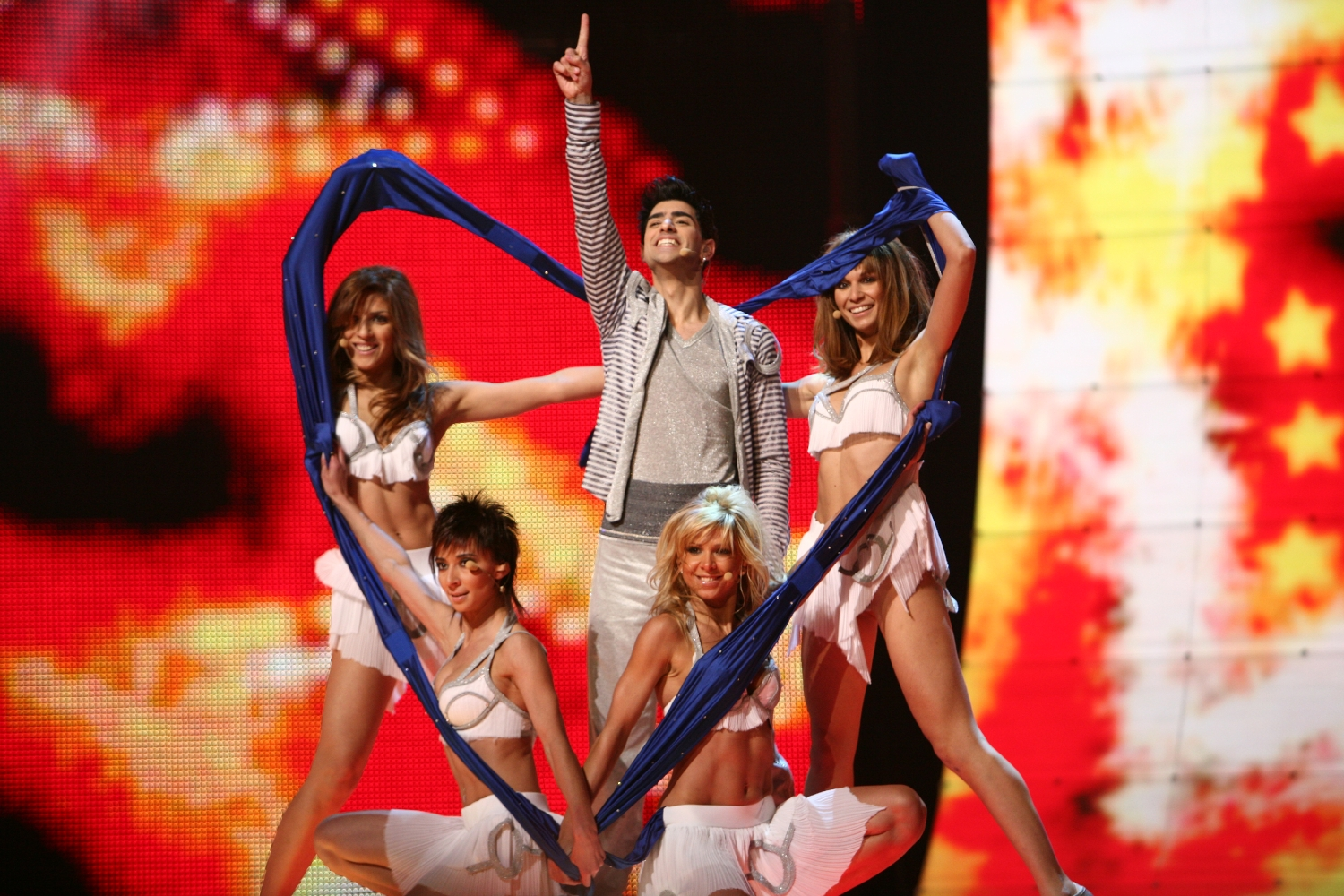
Sarbel chantant "Ya sou, María" pour la Grèce
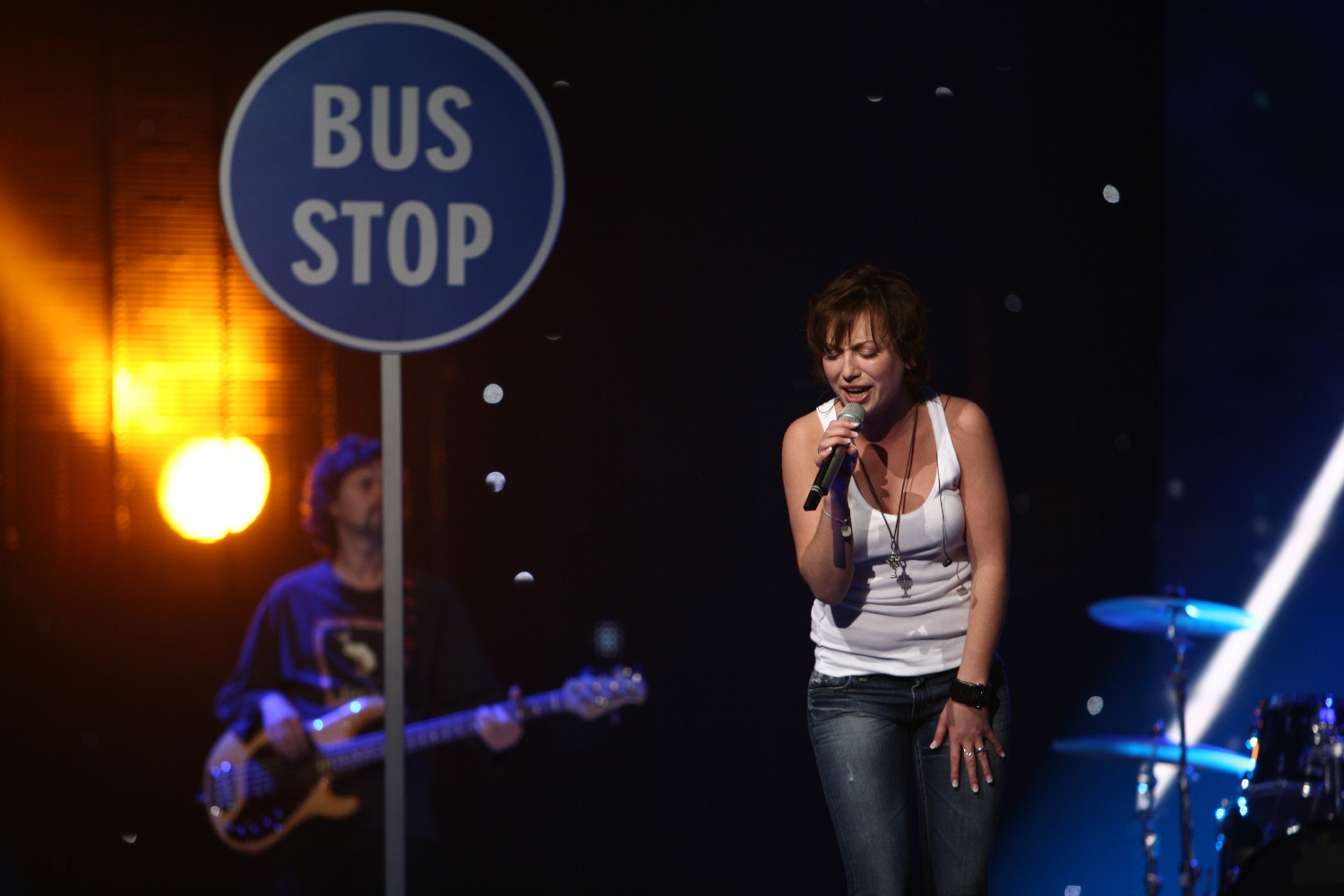
Magdi Rúzsa chantant "Unsubstantial Blues" pour la Hongrie
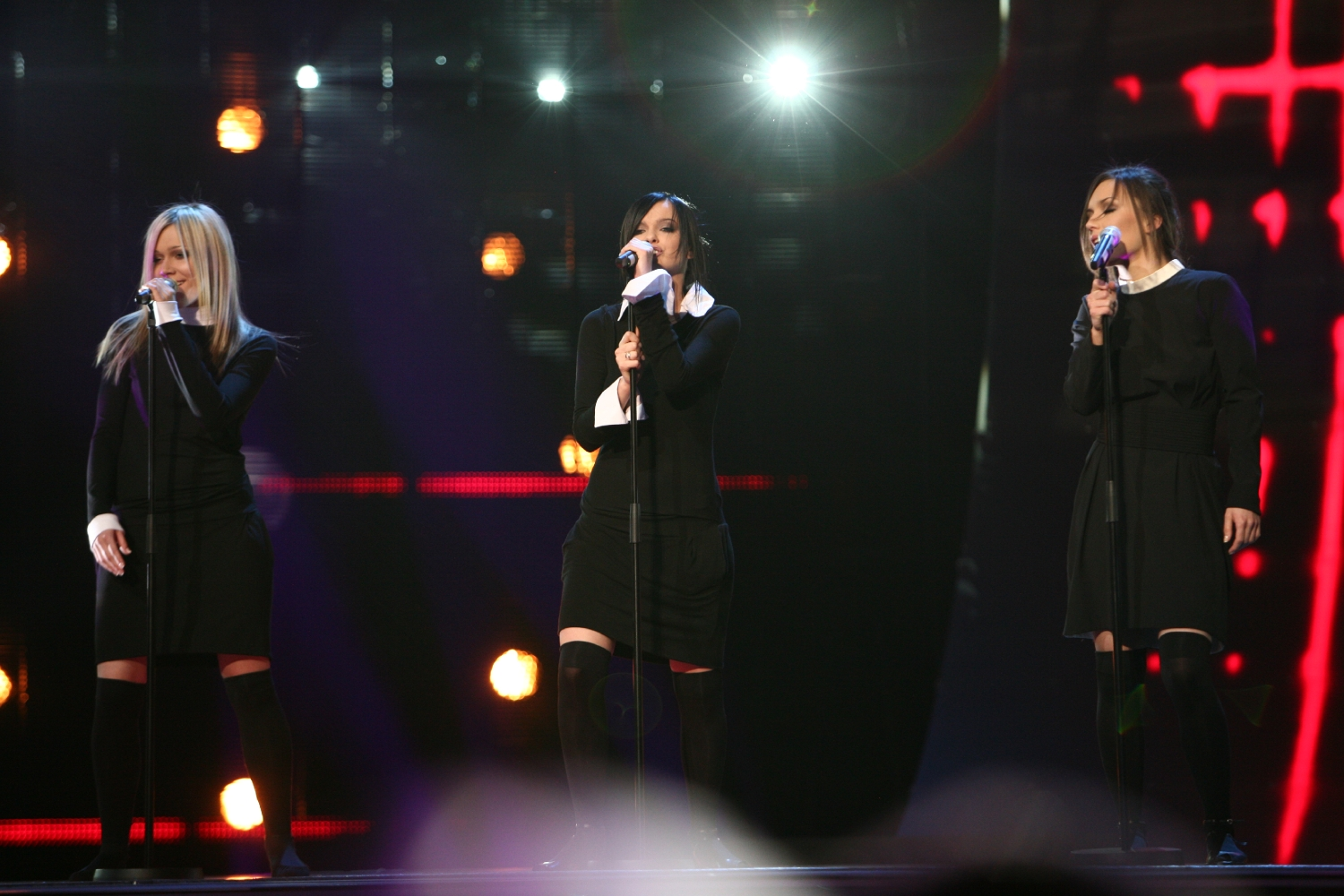
Serebro chantant "Song Number 1" pour la Russie
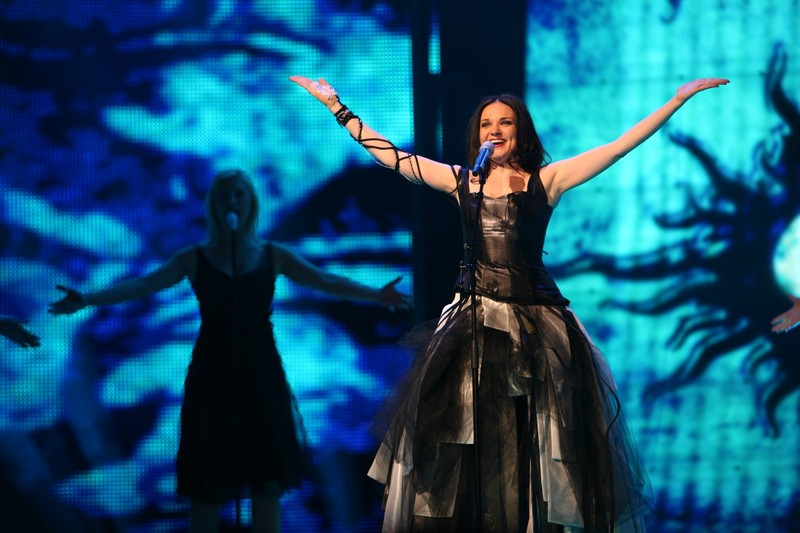
Alenka Gotar chantant "Cvet z juga" pour la Slovénie
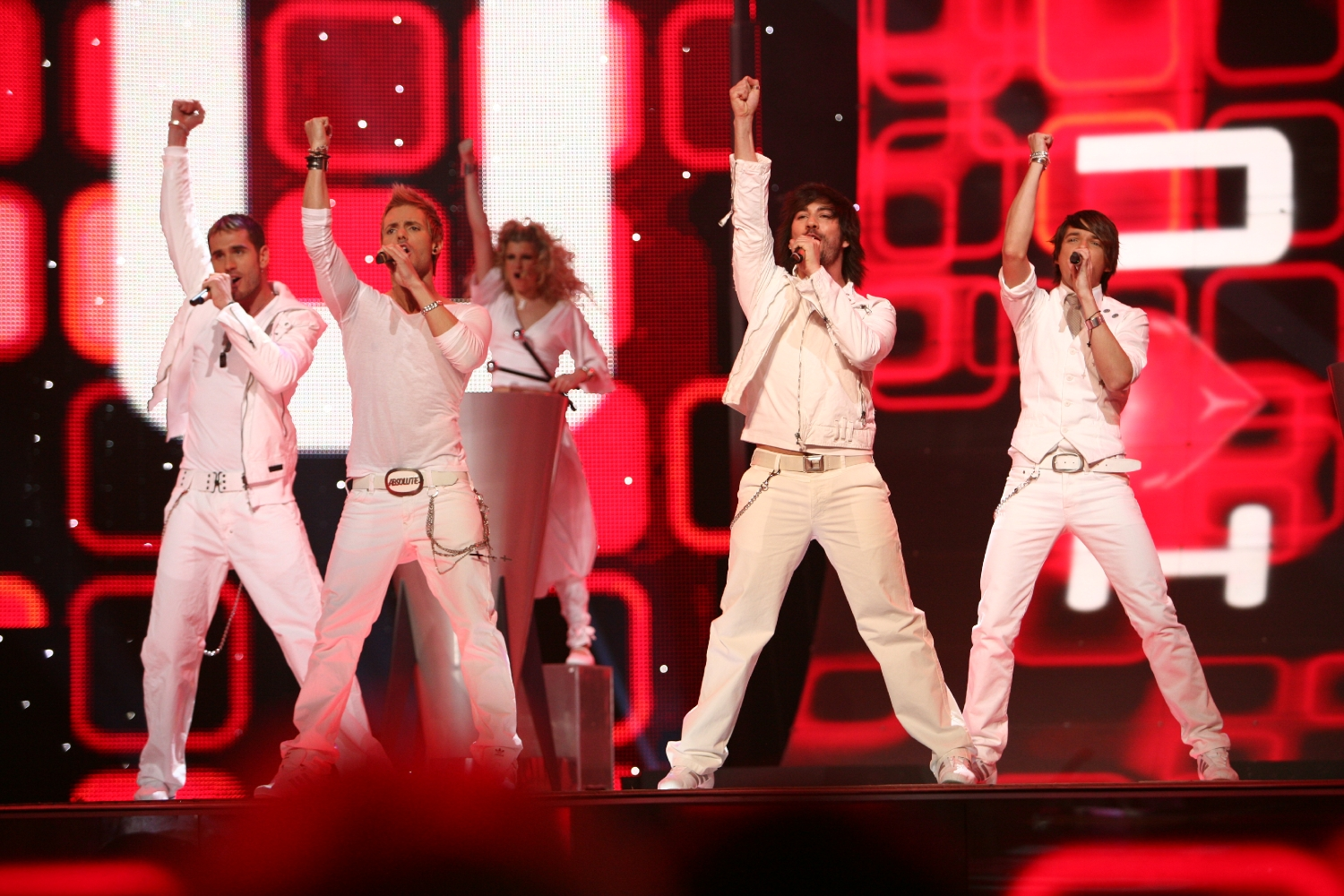
D'NASH chantant "I Love You Mi Vida" pour l'Espagne
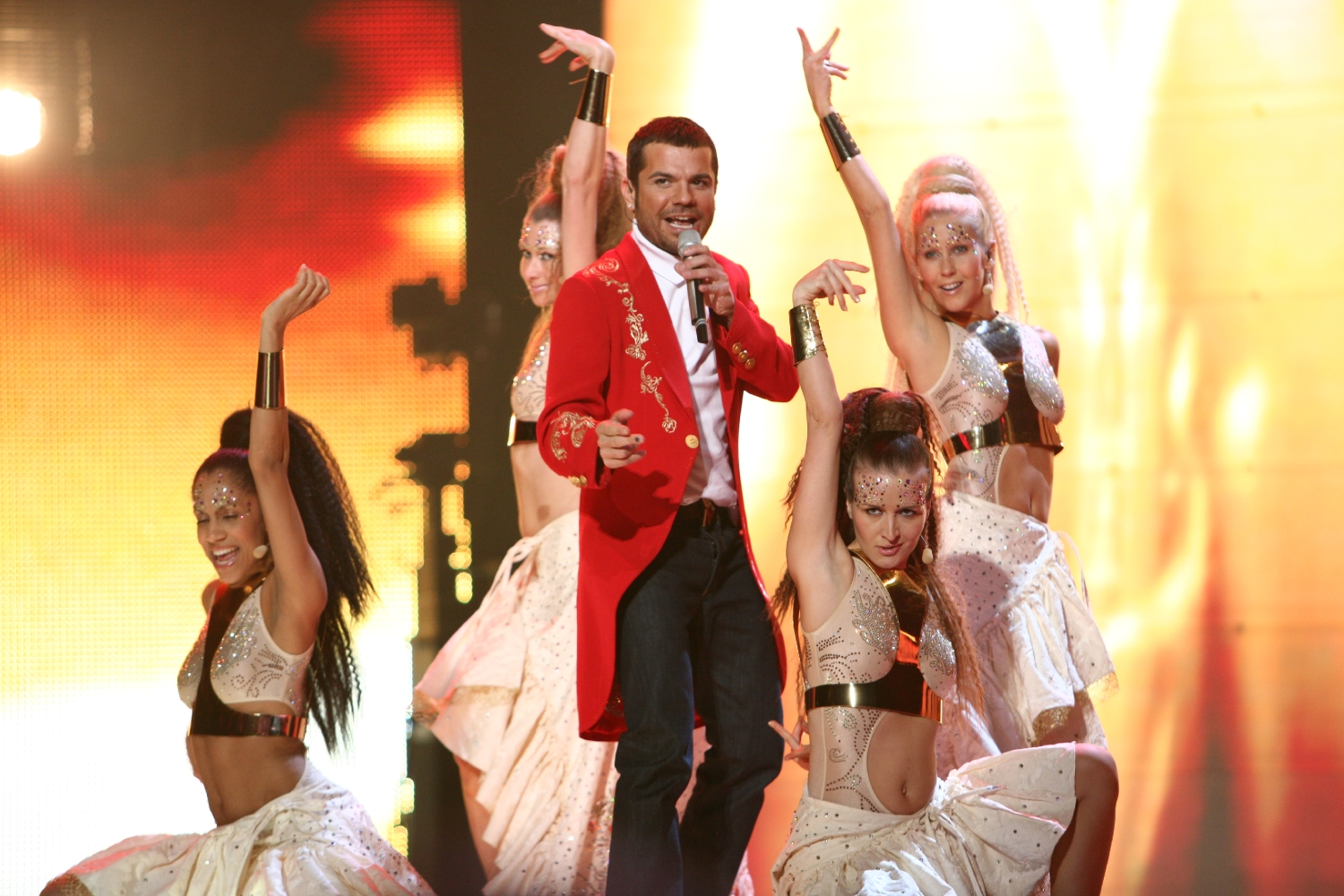
Kenan Doğulu chantant "Shake It Up Shekerim" pour la Turquie
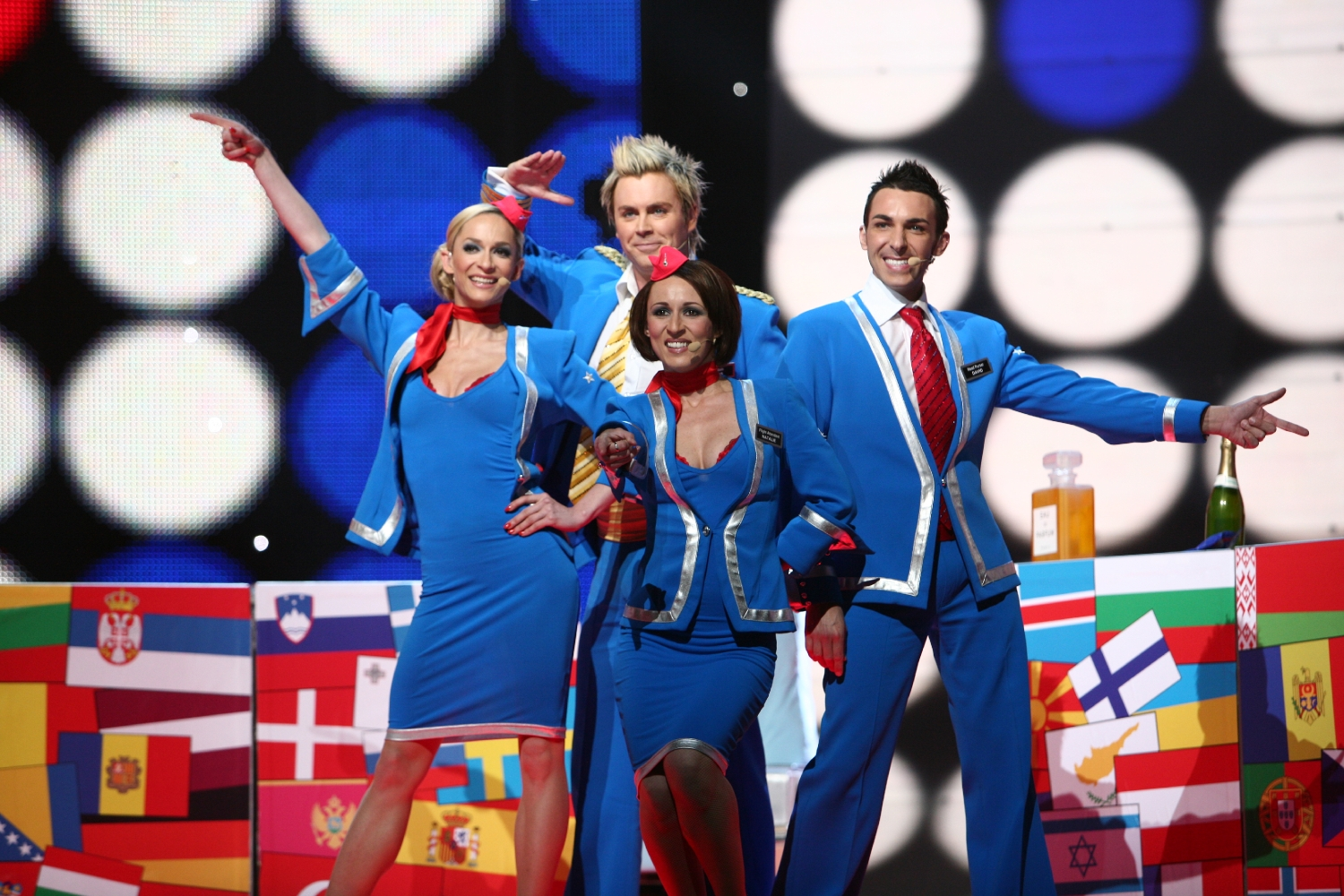
Scooch chantant "Flying the Flag (for You)" pour le Royaume-Uni
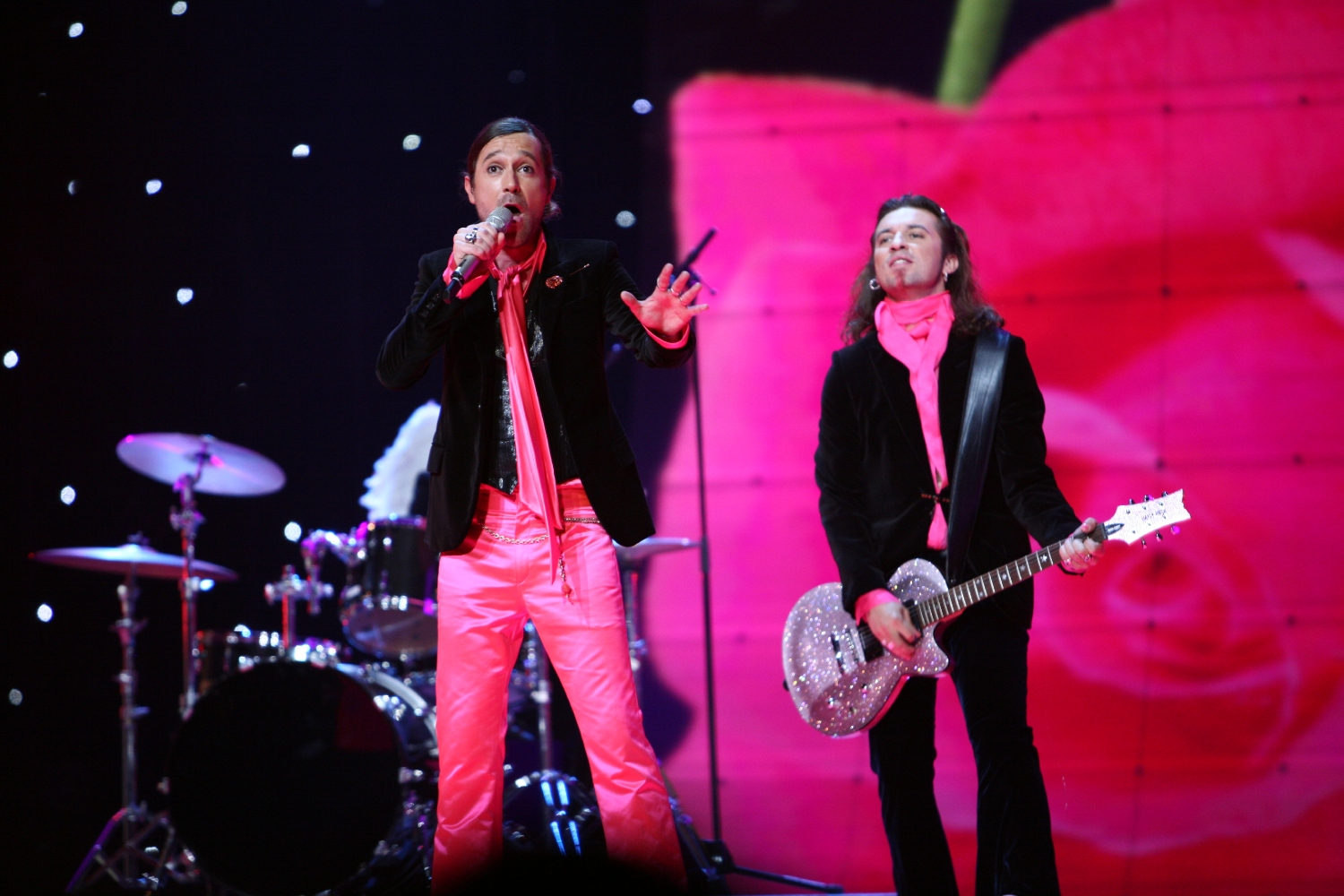
Les Fatals Picards chantant "L'amour à la française" pour la France